# Baseball
Pour les articles homonymes, voir Baseball (homonymie).
Vous lisez un « article de qualité » labellisé en 2010.
Le baseball (/bɛz.bɔl/  ; de l'anglais : /ˈbeɪs.ˌbɔl/ ) est un sport collectif dérivé des mêmes racines que le cricket, qui se pratique sur un terrain de gazon et de sable. Il se joue avec des battes pour frapper une balle lancée, et des gants pour rattraper la balle. Les origines du baseball prêtent à controverse, mais il est indiscutable que les premières règles modernes (les « Knickerbocker Rules ») ont été codifiées aux États-Unis en 1845. Les racines européennes du jeu, longtemps négligées par les autorités américaines afin de faire du baseball un sport typiquement américain, sont connues de longue date par les historiens américains du sport. La récente mise en lumière d'une description d'un match joué en 1755 dans le Surrey (Angleterre) va dans ce sens.
C'est bien aux États-Unis, toutefois, que ce sport s'organise et se structure. Les premiers championnats y voient le jour dès 1857-1858, le professionnalisme est autorisé à partir de 1869 et la Ligue nationale est créée en 1876. Trente franchises, l'une d'elles basée au Canada, à Toronto, évoluent au plus haut niveau, dans la Ligue majeure de baseball (ligue également connue sous le sigle de son nom anglais : MLB pour Major League Baseball). Depuis 1903, les séries mondiales opposent en octobre les vainqueurs des deux ligues formant la MLB.
Géré au niveau mondial par la World Baseball and Softball Confederation (WBSC), ce sport d'été pratiqué généralement du printemps à l'automne est très populaire en ÉUA, dans certains pays de l'Amérique centrale (Nicaragua et Panama), de l'Amérique du Sud (Colombie et Venezuela), des Antilles (Cuba, République dominicaine, Porto Rico) et de l'Asie de l'Est (Japon, Corée du Sud, Taïwan).

## Histoire

### Genèse du baseball
Le jeu anglais du rounders apparaît comme l'un des ancêtres du baseball. La première référence au rounders est faite dans un livre anglais de John Newbery en 1744 : A Little Pretty Pocket-Book. Un autre jeu à l'origine du baseball est « La balle empoisonnée » : constitué de quatre bases dont l'une est nommée « maison », un lanceur, un batteur et des équipes de dix ou douze joueurs.
Le terme de « baseball » (ou « base ball », comme on l'écrivait jusque dans les années 1920) est déjà utilisé en Angleterre au XVIIIe siècle, puis entre dans le langage, la littérature et la presse aux États-Unis durant les années 1820. La première apparition dans la presse remonte au 25 avril 1823 à New York. Le terme englobe plusieurs jeux comme le rounders, le town ball et le round ball. Ces jeux sont notamment pratiqués au nord-est des États-Unis (New York, Boston et Philadelphie) mais aussi dans le centre du pays (Illinois, Ohio et Indiana principalement). Ce sont toutefois les quartiers de Manhattan et de Brooklyn qui abritent les formations new-yorkaises comme les Knickerbockers de New York, enfantant la première version moderne du jeu de baseball.
En 1845, les premières règles modernes (les « Knickerbocker Rules ») sont codifiées par Alexander Cartwright en adaptant celles du rounders et du town ball. Elles sont adoptées le 23 septembre 1845. Selon les recherches de l'historien Charles A. Peverelly, les Knickerbockers commencèrent probablement à jouer de façon formelle dès 1842. Ainsi, le New York Baseball Club fête son deuxième anniversaire le 11 novembre 1845 tandis qu'un club de Brooklyn joue à l'Elysean Field en 1845.
Une légende est construite de toutes pièces au début du XXe siècle faisant d'Abner Doubleday l'inventeur du baseball en 1839 à Cooperstown. Une célébration du centenaire de cet événement se tient même en 1939. Cette légende est réfutée dès sa publication par de nombreux connaisseurs du jeu tel Will Irvin qui publie un article sur ce thème en 1909 dans le magazine Collier's. Joe Williams écrit le 13 juin 1936 dans le New York World-Telegram un article intitulé The Myth of Doubleday (le mythe de Doubleday). Robert W. Henderson publie dès 1939 des travaux sur les liens entre le baseball et le rounders puis en 1947, Ball, Bat and Bishop qui invalide les conclusions de la Commission Mills (1908) à l'origine de cette légende. Le 3 juin 1953, le Congrès des États-Unis crédite officiellement Alexander Cartwright de l'invention du sport en raison de son rôle déterminant dans la codification du jeu moderne.

### Baseball aux États-Unis

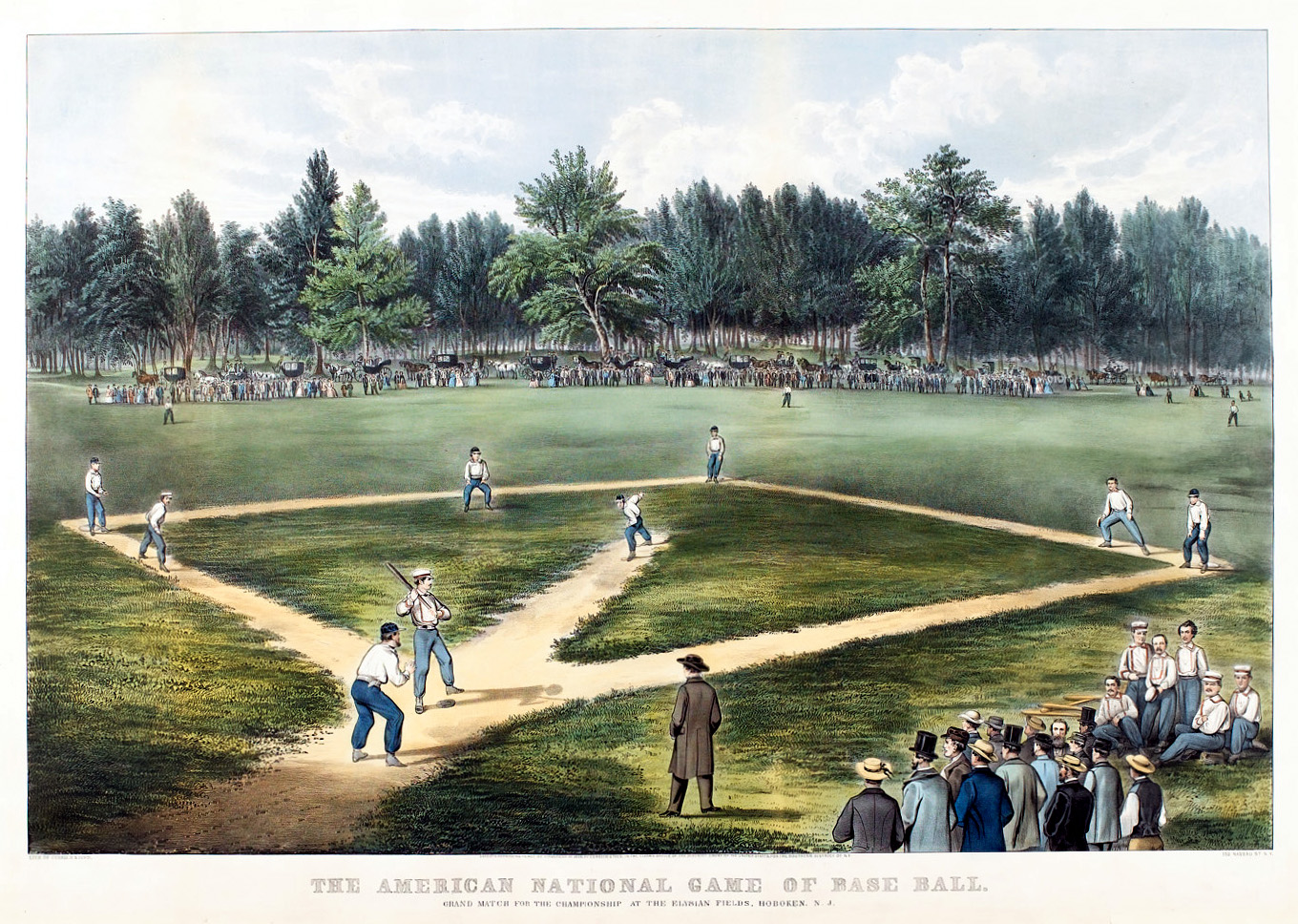
Match de baseball à New York en 1866.

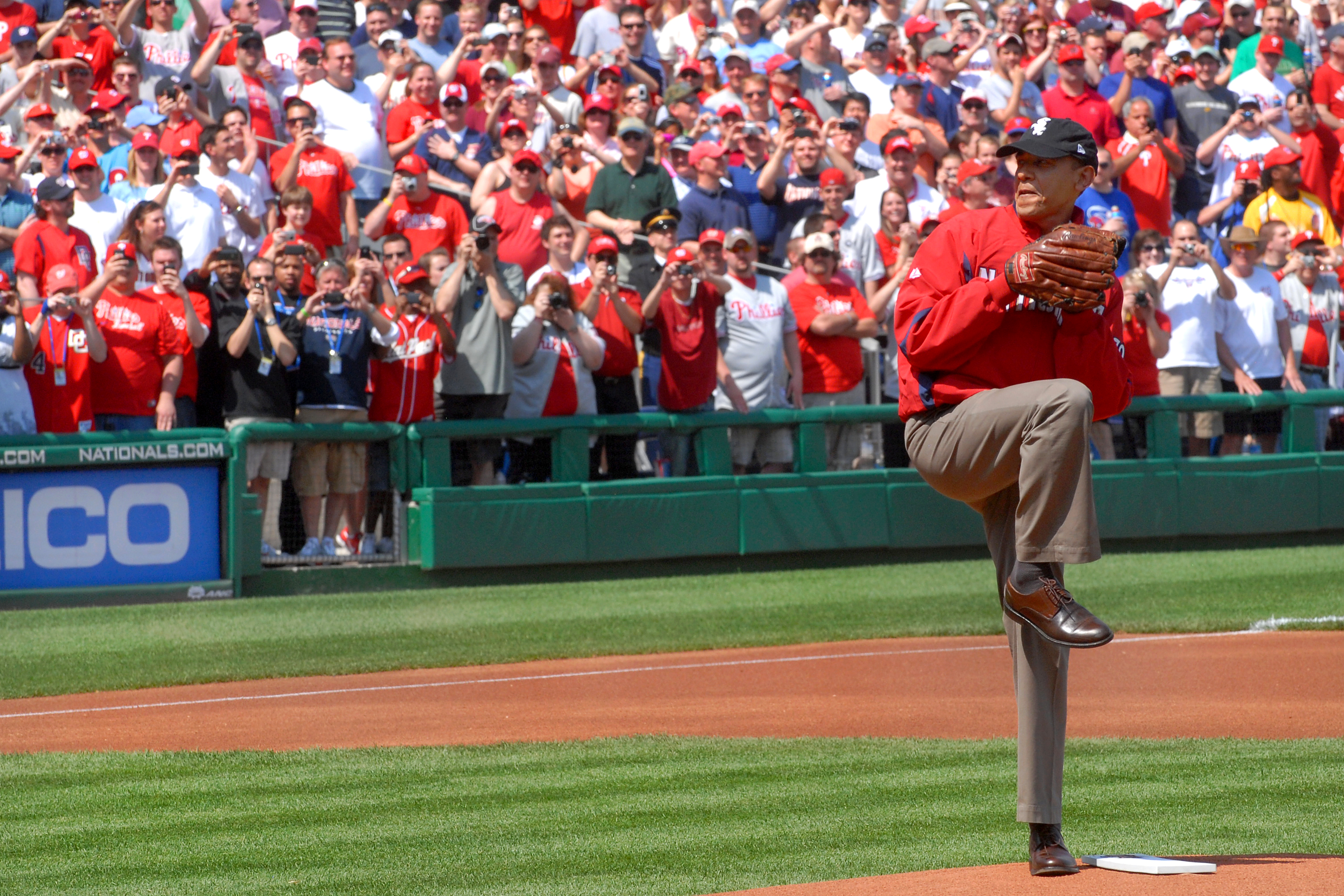
Barack Obama sur le terrain pour le lancer cérémoniel de la première balle de la de baseball, en 2010.

Dans l'état actuel des recherches il est impossible de déterminer avec précision la tenue du premier match. Par convention, la rencontre du 19 juin 1846 jouée à Hoboken (New Jersey) fait office de premier match.
La première convention de clubs a lieu à New York en janvier 1857 avec une douzaine de clubs de Brooklyn et de New York. Un championnat non officiel est mis en place. Il est remporté par les Brooklyn Atlantics. En mars 1858, la National Association of Base Ball Players (NABBP) est créée à New York par seize clubs toujours originaires de Brooklyn et New York. Jusqu'à la Guerre de Sécession, plusieurs dizaines de clubs de « New York Game » se montent à travers les États-Unis et adoptent le règlement des Knickerbockers. À la fin de la guerre, le sport touche l'ensemble du pays quand les soldats rentrent dans leurs foyers. Ils ont été initiés au jeu par les New-Yorkais de leurs régiments.
La première formation professionnelle voit le jour en 1869 (Cincinnati Red Stockings) à la suite de l'autorisation du statut professionnel par la NABBP le 9 décembre 1868. La première ligue majeure est créée en 1871 par d'anciens clubs de la NABBP ; elle prend le nom de National Association of Professional Base Ball Players (NAPBBP). La Ligue nationale actuelle est fondée en 1876 et la Ligue américaine devient une ligue majeure en 1901. Les Séries mondiales entre les champions de ces deux ligues sont créées en 1903.

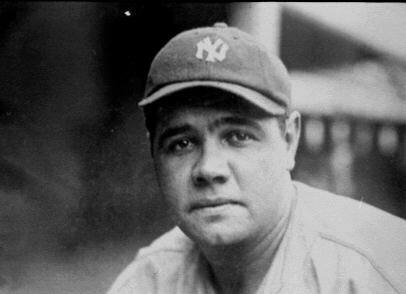
Babe Ruth.

Ce sport national américain (« national pastime ») connaît un retentissant scandale en 1919, celui des Black Sox impliquant plusieurs joueurs des White Sox de Chicago pour corruption à l'occasion des Séries mondiales. Le juge Kenesaw Mountain Landis est nommé comme commissaire des ligues majeures ; il reste en poste de 1920 à 1944, impose une discipline de fer au monde du baseball, mais renforce le pouvoir des propriétaires sur les joueurs. Les premiers syndicats de joueurs sont formés dès 1885, mais il faut attendre 1966 et la création de la MLBPA pour voir les joueurs obtenir des avancées significatives. Des conflits avec des grèves en 1971, 1982 et 1994 marquèrent les rapports houleux entre joueurs et propriétaires à propos de leurs possibilités de transfert et de la fixation d'un salaire minimum, notamment. La grève la plus importante fut celle de 1994-1995 qui entraîna l'annulation de 938 matches et l'ensemble des matches de play-offs et même des Séries mondiales 1994.
Parmi les plus fameux joueurs des années 1870-1945, citons Cy Young, Christy Mathewson, Honus Wagner, Walter Johnson, Ty Cobb, Babe Ruth, Lou Gehrig et Joe DiMaggio, notamment. Ces stars des ligues majeures sont tous des joueurs blancs car les joueurs noirs ont à la fin des années 1880 l'interdiction de jouer en ligue majeure. Cet accord entre les propriétaires de franchises est validé en 1896 par la Cour suprême des États-Unis (arrêt Plessy v. Ferguson). Les joueurs noirs comme Satchel Paige évoluent alors dans les « Negro Leagues », symbole fort de la politique ségrégationniste américaine.

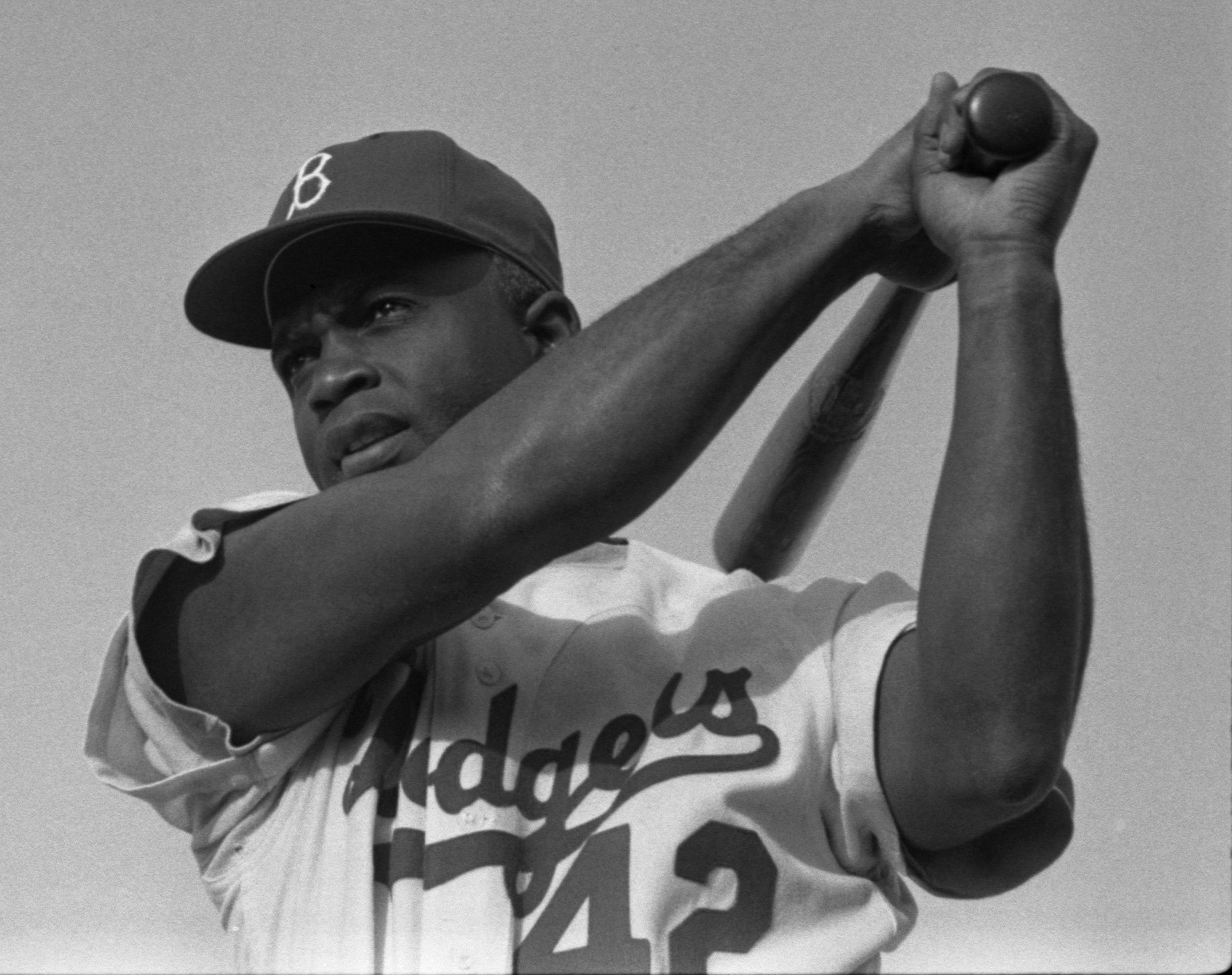
Jackie Robinson.

Cette situation perdure jusqu'en 1947 avec l'arrivée de Jackie Robinson aux Dodgers de Brooklyn. Robinson est recruté par le manager général des Dodgers, Branch Rickey, et débute en Ligue majeure le 15 avril 1947. Victime de nombreuses attaques racistes, Robinson tient bon et ouvre la voie aux joueurs noirs dans la Major League Baseball (MLB). Depuis l'an 2000, le 15 avril est célébré par la MLB comme le « Jackie Robinson Day », tandis que son numéro 42 est retiré en 1997 dans l'ensemble des franchises de la MLB.
Depuis l'entrée en scène de Robinson, les principaux joueurs furent Stan Musial, Mickey Mantle, Sandy Koufax, Yogi Berra, Warren Spahn, Hank Aaron, Pete Rose, Cal Ripken, Jr. et Ted Williams. Aujourd'hui, Roger Clemens, Alex Rodriguez et Barry Bonds comptent parmi les joueurs les plus fameux.
Inauguré en 1936, le Temple de la renommée du baseball (« Hall of Fame ») honore la mémoire des principaux joueurs, entraîneurs, arbitres, propriétaires et dirigeants des ligues majeures, Negro Leagues incluses. Après l'élection d'Andre Dawson le 6 janvier 2010,, 292 personnalités ont été inscrites au palmarès, parmi lesquelles 239 joueurs (dont 35 des Negro Leagues), 18 entraîneurs, 9 arbitres et 26 pionniers et dirigeants.
La première référence à l'expression National Pastime (passe-temps national) remonte à 1889. Comme sport populaire, le football américain concurrence le baseball depuis un demi-siècle. La bascule semble s'effectuer au milieu des années 1960. En 1965, un sondage donne encore un net avantage au baseball sur le football américain par 38 % contre 25 % (45 % - 23 % en 1964). En 1967, le football américain prend pour la première fois l'avantage par 39 % contre 29 %. Le baseball atteint son point bas en 1975. Cette saison-là, la finale serrée entre les Red Sox de Boston et les Reds de Cincinnati passionne les téléspectateurs, relançant du même coup l'intérêt du public pour une discipline qui souffrait depuis dix ans d'une image de sport du passé. Depuis lors, les affluences sont clairement à la hausse pour atteindre des records historiques au début du XXIe siècle. En 2007, 79 502 524 spectateurs ont assisté aux 2 425 matchs de la saison régulière de la MLB, soit une moyenne record par match de 32 785 spectateurs et une hausse de 4,5 % par rapport à la saison record de 2006. De plus, 42 812 812 spectateurs ont rempli les tribunes des stades des ligues mineures en 2007. C'est également un record pour les Minors. Année de crise économique, 2009 est marquée par un léger tassement des affluences. Avec 73 418 479 spectateurs en saison régulière de Ligue majeure, le cru 2009 se place au cinquième rang de l'histoire de la MLB. En 2010, le football américain professionnel reste en tête des sports préférés des Américains (31 %) devant le baseball (17 %), le football américain universitaire (12 %), le sport automobile (7 %), le basket-ball professionnel masculin (6 %), le hockey sur glace (5 %), le basket-ball universitaire (4 %) et le football masculin (4 %).

### Baseball international

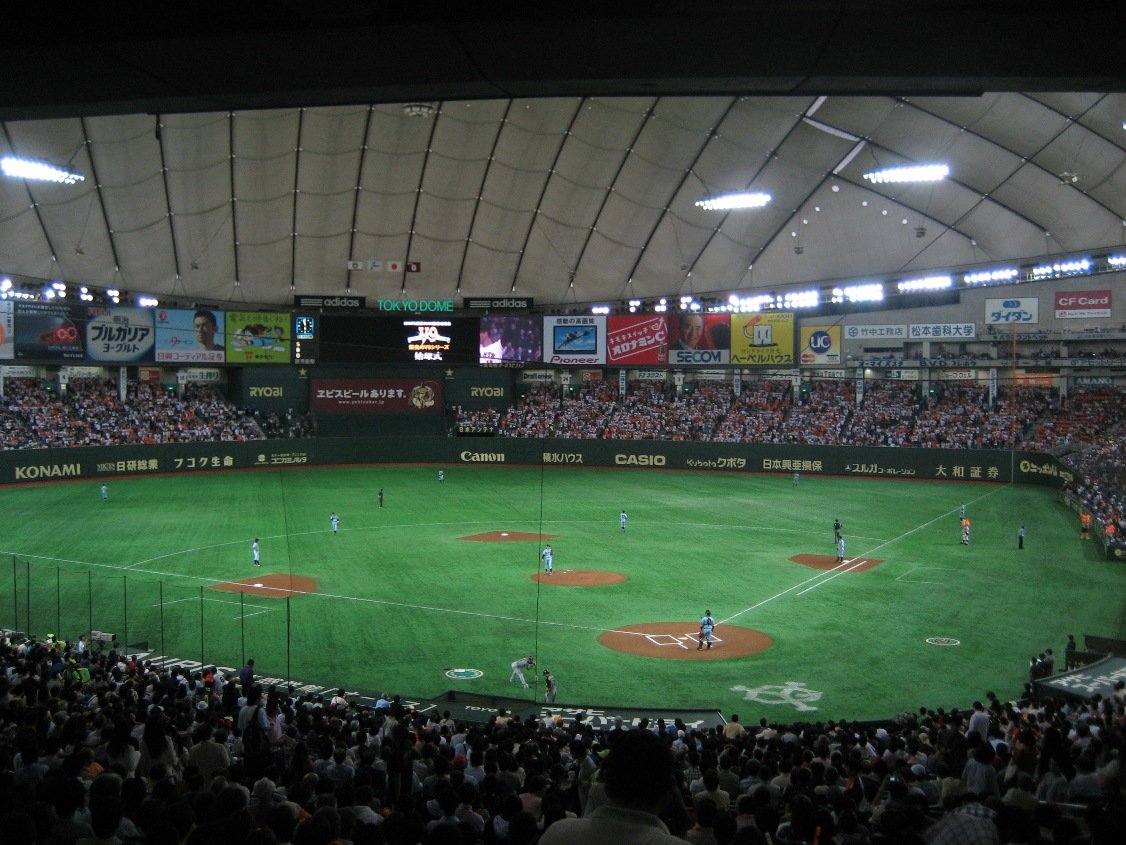
Le Tokyo Dome à Tokyo.

L'exportation du baseball commence à la fin du XIXe siècle. En 1864, Cuba voit apparaître les premières traces de baseball. Il faut attendre 1868 pour que le premier club soit créé et 1878 pour le premier championnat. Le baseball apparaît ensuite en République dominicaine en 1868, au Japon en 1872 (première équipe fondée en 1878 et premier championnat national en 1920), au Mexique en 1877, au Panama en 1882, au Nicaragua en 1888 (premier championnat professionnel en 1956), au Venezuela et à Taïwan en 1895 (premier championnat professionnel en 1990), en Corée en 1905 (premier championnat professionnel en 1982), aux Pays-Bas dans les années 1900 (fédération fondée en 1912 et premier championnat en 1922). Le baseball possède le statut de sport national à Cuba, à Taïwan, au Nicaragua, au Panama, à Porto Rico ou en République dominicaine notamment. En Corée du Sud et au Japon, le football devient un solide concurrent.

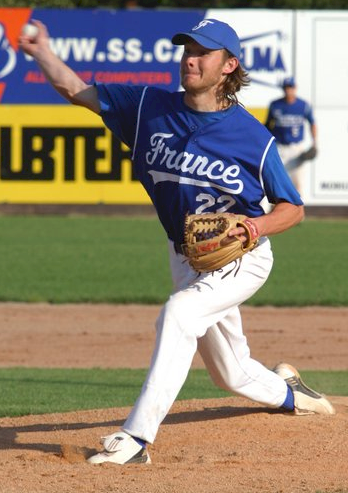
Édouard Massé - Crédit : FFBS.

Au Canada, une ligue professionnelle américano-canadienne est en place dès 1886 : la Ligue internationale, qui résulte de la fusion de la Ligue de l'état de New York, fondée en 1885, et de la Ligue de l'Ontario, également créée en 1885. L'International Association avait déjà expérimenté le concept de ligue américano-canadienne en 1877, mais l'expérience stoppa après deux saisons. Il faut attendre 1969 pour assister à la création de la première franchise canadienne de ligue majeure : les Expos de Montréal, transférés en 2005 à Washington. Les Blue Jays de Toronto, créés en 1977, restent la seule formation canadienne de MLB. En ligues mineures, quelques représentants canadiens sont encore présents, mais nombre de ligues jadis américano-canadiennes deviennent exclusivement américaines. Chez les Triple-A, l'élite des ligues mineures, la Ligue de la côte du Pacifique (Pacific Coast League) se sépare de sa dernière franchise canadienne en 2002 ; idem pour la Ligue internationale (International League) à l'automne 2007.
Le premier match de baseball joué sur le sol français a lieu le 8 mars 1889 à l'occasion de l'exposition universelle dans le cadre du Spalding World Tour. Il s'agit d'un match entre une sélection des joueurs de la Ligue nationale et le club des White Stockings de Chicago. Clubs et compétitions voient le jour à Paris avant la Première Guerre mondiale. La fédération est fondée en 1924 et le Championnat de France est mis en place en 1926.
La Fédération internationale de baseball créée en 1938 reconnaît 112 fédérations nationales. Elle organise notamment la Coupe du monde de baseball. Le baseball est sport olympique de 1992 à 2008 mais perd ce statut après les Jeux de Pékin. En août 2016, le CIO donne son accord pour ajouter le baseball et le softball au programme des Jeux de 2020.
Depuis un demi-siècle, le baseball cubain vit, à l'image du pays sous embargo américain, en quasi autarcie. Quelques joueurs cubains parviennent à quitter l'ile, parfois de façon rocambolesque. Les meilleurs d'entre eux rejoignent la Ligue majeure. Dernier cas en date, Aroldis Chapman, jeune lanceur cubain qui se fait la belle le 1er juillet 2009 à l'occasion d'un déplacement de l'équipe nationale aux Pays-Bas. Il signe un contrat de six ans pour 30 millions de dollars chez les Reds de Cincinnati six mois plus tard. Ces défections ne facilitent pas les rapports déjà houleux entre Cuba et les États-Unis. La passion commune du baseball reste pourtant une source de diplomatie positive, comme le confirment les archives américaines déclassifiées, avec la mise en place d'une diplomatie du baseball en 1975 afin de réchauffer un peu les relations entre les deux pays. La « Beisbol Diplomacy » est également utilisée au Nicaragua, notamment.

## Lexique
Un lexique franco-anglais des principaux termes utilisés au baseball.
Les termes marqués avec un astérisque (*) sont ceux qui sont majoritairement utilisés en France. Quand aucun des mots (français ou anglais) n'est marqué, c'est que les deux termes sont autant utilisés l'un que l'autre.
| Français (Canada)               | Anglais                  |
| ------------------------------- | ------------------------ |
| abri                            | dugout                   |
| amorti                          | bunt                     |
| arbitre *                       | umpire                   |
| arrêt-court                     | shortstop                |
| atteint par un lancer           | hit by pitch             |
| attraper *                      | to catch                 |
| ballon ou chandelle (pop fly)   | fly *                    |
| batte * ou bâton                | bat                      |
| but ou coussin                  | base *                   |
| base * ou but sur balles        | walk / base on balls     |
| bases pleines * ou buts remplis | bases loaded             |
| champ intérieur *               | infield                  |
| champ extérieur *               | outfield                 |
| circuit ou coup de circuit      | home run *               |
| coup sûr                        | hit *                    |
| cycle ou carrousel              | hit for the cycle        |
| double automatique*             | ground rule double       |
| double jeu, triple jeu *        | double play, triple play |

| Français (Canada)               | Anglais            |
| ------------------------------- | ------------------ |
| fausse balle                    | foul ball *        |
| frappeur *                      | batter             |
| frappeur désigné *              | designated hitter  |
| grand chelem *                  | grand slam         |
| lanceur *                       | pitcher            |
| manche *                        | inning             |
| marbre *                        | home plate         |
| mauvais lancer *                | wild pitch         |
| monticule *                     | mound              |
| point mérité *                  | earned run         |
| point produit *                 | run batted in      |
| prise                           | strike *           |
| receveur                        | catcher            |
| règle du ballon à l'avant-champ | infield fly rule * |
| retrait/éliminé                 | out                |
| retrait sur 3 prises            | strike out *       |
| sauf                            | safe *             |
| vol de base * vol de but        | stolen base        |

## Règlement

### Principes du jeu

Positions des joueurs en défense.

Une rencontre de baseball se joue avec deux équipes qui alternent en défense et en attaque. Les neuf joueurs d'une équipe passent successivement à la batte (batteurs) dans un ordre précis (le line-up) et constituent l'attaque, les neuf joueurs de l'autre équipe se trouvent sur le terrain en défense : un lanceur, un receveur et sept autres joueurs (quatre dans le champ intérieur : première base, deuxième base, arrêt-court, troisième base, et trois dans le champ extérieur : champ droit, champ centre et champ gauche) répartis sur le terrain pour attraper la balle, et tenter d'éliminer le batteur et les éventuels coureurs présents sur le parcours qui relie le marbre aux bases.
Une partie se joue en neuf manches composées de deux demi-manches. Une demi-manche prend fin quand trois batteurs/coureurs sont éliminés. Une manche prend fin quand les deux équipes sont passées en attaque et en défense. En cas d'égalité après neuf manches, on joue d'autres manches pour départager les deux équipes. Par tradition, l'équipe qui reçoit commence par défendre.
Le but du batteur est de devenir coureur, le plus souvent en frappant un coup sûr. Un coureur a pour objectif de toucher toutes les bases dans l'ordre, première base, deuxième base, troisième base et enfin de toucher le marbre ce qui rapporte un point à son équipe. Un coureur qui est contraint de rejoindre une base plus avancée est dit « forcé » : il suffit pour l'éliminer qu'un défenseur contrôlant la balle touche la base sur laquelle il est obligé de se rendre pour l'éliminer : le batteur est ainsi toujours « forcé » en première base. Un batteur dont la balle frappée est attrapée de volée par la défense est éliminé et les éventuels coureurs sont de plus « forcés » de retourner sur la base où ils se trouvaient lors du lancer. Un coureur non forcé peut être éliminé si, alors qu'il n'est pas en contact avec une base, il est touché par un défenseur contrôlant la balle, au moyen de la balle ou de la main du défenseur qui contrôle celle-ci. Un coureur qui touche la première base a le droit de revenir sans risque sur celle-ci tant qu'il ne tente pas d'aller en seconde base, en revanche, le coureur doit impérativement rester en contact avec les deuxième et troisième bases s'il ne veut pas risquer l'élimination, d'où la pratique des plongeons, tête ou pieds en avant, afin d'augmenter la surface de contact avec la base. Un coureur, généralement rapide, peut également tenter un vol de base. La présence de coureur sur base permet à la défense d'effectuer un double jeu, voire un triple jeu, c'est-à-dire éliminer sur une même action plusieurs adversaires.
Un batteur qui expédie la balle au-delà des limites du territoire des bonnes balles est autorisé, sans risque, à courir sur toutes les bases dans l'ordre et à rentrer au marbre marquer un point : c'est un coup de circuit (Home Run). Les éventuels coureurs présents sur base sont « forcés » sans risque à toucher dans l'ordre les bases restant à parcourir, marquant également un point que l'on nomme grand chelem quand les bases sont pleines (4 points en tout : 3 pour les coureurs et un pour le batteur qui arrive en dernier).

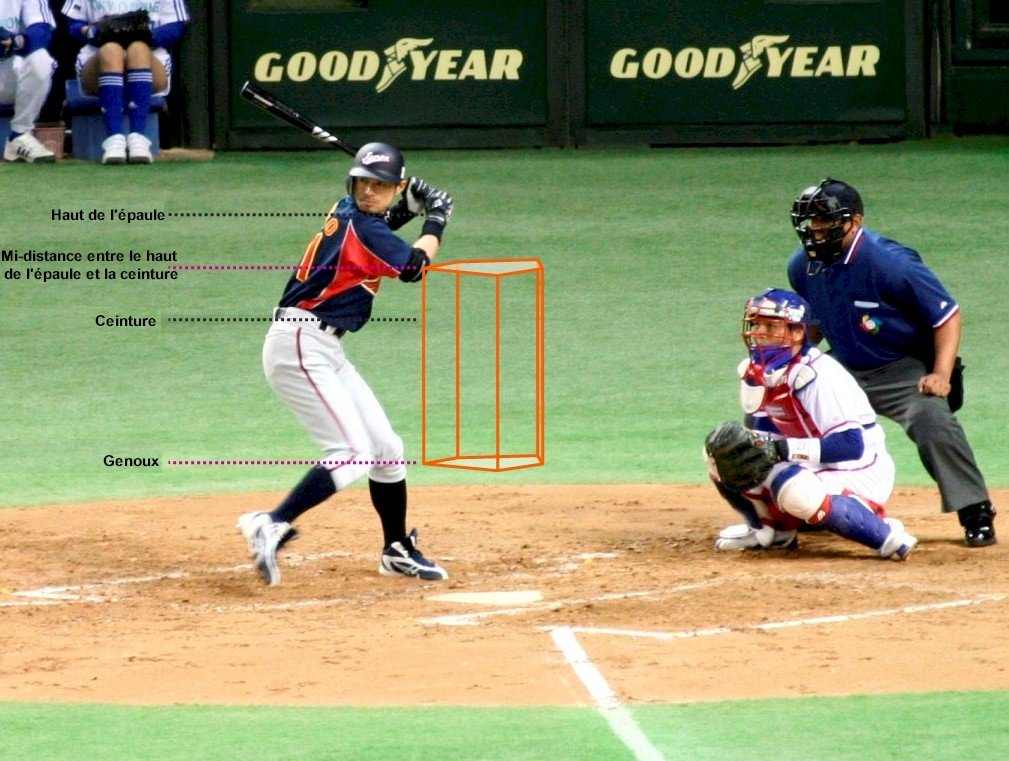
La zone de prises.

Le lanceur, qui est le premier défenseur, a pour objectif d'éliminer les batteurs/coureurs généralement en obtenant de l'arbitre trois jugements de prise (en anglais « strike ») en servant des lancers variés au batteur : rapides, glissants, courbes, déviants, etc. Si le lanceur réussit trois bons lancers (prise), le batteur est éliminé sauf règle particulière. Le lanceur vise la zone de prises, volume virtuel allant de sous la rotule du batteur à mi-chemin entre le dessus de ses épaules et de sa ceinture en hauteur. Le marbre définit la base du volume de la zone. Quand le lancer a traversé la zone de batting, il est jugé par l'arbitre. Un lancer qui touche le volume de la zone de prise est jugé « prise » (strike). Un lancer en dehors de la zone de prise est jugée « balle ». Si le lanceur accumule quatre jugement « balles » face à un même batteur, ce dernier est forcé de rejoindre sans risque la première base : c'est un but-sur-balles. Le batteur qui selon l'appréciation de l'arbitre, a tenté de frapper la balle transforme un jugement « balle » en « prise », même si la balle ne touche pas la zone de prise.
L'effort produit par les lanceurs est considérable au niveau de l'épaule et du bras lanceur, nécessitant plusieurs jours de repos entre deux matches. Les calendriers prévoyant des cadences quotidiennes, une équipe possède plusieurs (généralement de quatre à cinq) lanceurs partants, ceux qui commencent les rencontres. Les lanceurs de relève sont ceux qui sont sollicités, parfois quotidiennement, afin de terminer les parties. Dans certaines occasions, un même lanceur peut débuter et terminer le match ; on parle alors de match complet. C'est notamment le cas pour quelques rencontres exceptionnelles, tels les matches parfaits au cours desquels aucun batteur ne parvient à atteindre la première base.

### Arbitres

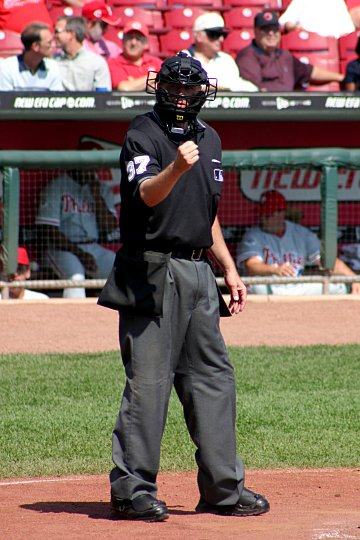
« Prise ! »

En baseball, l'arbitre (umpire en anglais) est la personne chargée du respect des règles pendant les matches. Lors des matches des années 1850, un seul arbitre positionné à côté de la première base dirige le jeu. Cette méthode est abandonnée en 1858. Deux arbitres, un en première base et l'autre au marbre, sont parfois utilisés de 1887 à 1912, date à laquelle la Ligue nationale adopte définitivement cette disposition. Un troisième arbitre est introduit en 1933 puis un quatrième en 1952. En Série mondiale, deux arbitres sont responsables du jeu jusqu'en 1908. Un troisième arbitre fait son apparition en 1909 puis un quatrième en 1910. Six arbitres sont sur le terrain lors des Séries mondiales à partir de 1947 après une tentative avortée en 1925.
Lors des matches où officient plus d'un arbitre, l'arbitre en chef est celui qui officie derrière le marbre. Tous les arbitres ont toutefois les mêmes pouvoirs pour le respect des règles de jeu comme pour la discipline.
L'arbitre officiant derrière le marbre est responsable du suivi des remplacements. Il est chargé des prises et les balles ainsi que des jeux qui se déroulent au marbre. Un geste du bras droit (voir illustration ci-contre) indique une prise (strike). Si l'arbitre reste sans réaction, c'est une balle. L'arbitre au marbre gère également les balles. Il doit s'assurer après chaque contact que la balle est en bon état. Si cette dernière est abîmée, l'arbitre sort de sa besace une balle neuve.
Les autres arbitres se trouvent sur base, en première, deuxième et troisième base. Ceux situés le long des lignes (1re et 3e bases) jugent les balles hors champ et contrôlent également que le batteur n'a pas franchi le marbre. Les signes principaux utilisés par ces arbitres sont l'indication d'un coureur sauf (bras écartés) ou retiré (même geste que l'arbitre placé au marbre pour signifier les balles en zone de prise : un geste du bras droit coude plié).
En séries éliminatoires, la MLB applique un système à six arbitres. Les deux arbitres supplémentaires sont situés sur chacune des lignes délimitant le territoire des bonnes balles et des fausses balles et ont comme responsabilité de juger les attrapés, ainsi que les bonnes balles - fausses balles dans le champ extérieur.

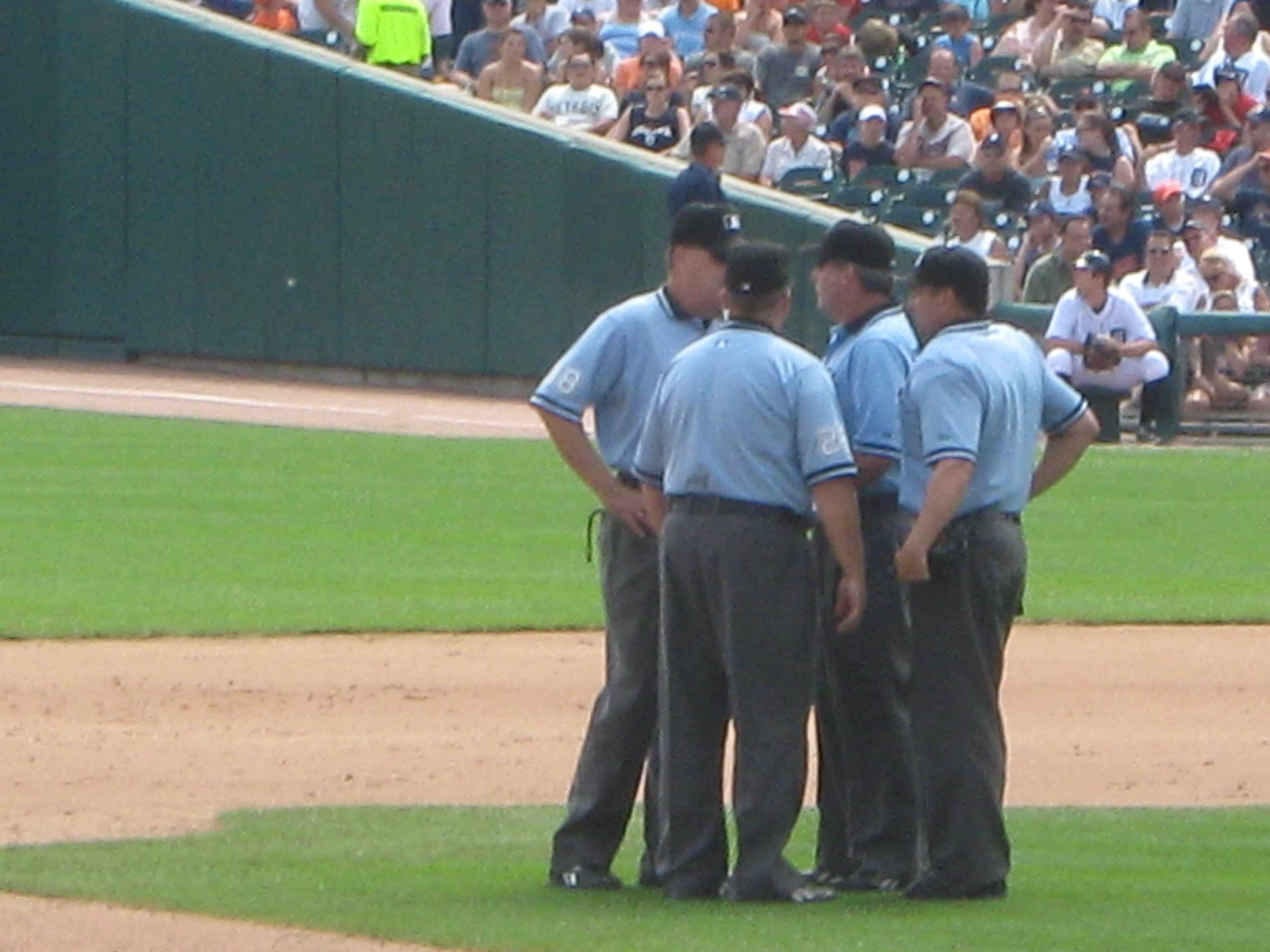
Arbitres discutant une décision.

Les arbitres de la MLB sont professionnels. Ils perçoivent 5 dollars par match durant les années 1870. N'hésitant pas à pratiquer la grève (1968, 1970, 1978, 1979, 1984, 1987, 1991, 1994-95, crise de 1999-2002) afin de protéger leurs intérêts, les arbitres de la MLB perçoivent en 1995 un salaire minimum annuel de 100 000 dollars avec un plafond à 282 500 dollars.
Comme dans de nombreuses autres disciplines, l'arbitre est la cible de nombreuses critiques. L'arbitrage électronique, notamment pour contrôler la zone de prises, est utilisé pour l'entraînement des arbitres et par certaines chaînes de télévision mais n'a aucune valeur officielle. Le système est utilisé un temps pour évaluer les arbitres, mais le refus des arbitres de valider ce système d'évaluation provoque son rapide abandon. Le 3 septembre 2008 à Tampa Bay à l'occasion d'un match opposant les Rays aux Yankees de New York, les arbitres utilisent pour la première fois le ralenti diffusé sur les écrans du stade pour inverser une décision.
Un marqueur officiel s'occupe principalement de juger les erreurs, coups sûrs, optionnels, etc. Le baseball est notoire pour ses nombreuses statistiques.

### Équipements et tenue
La balle est d'une circonférence d'environ 23 cm (23,5 cm au maximum) pour un poids d'environ 140 grammes. Elle est constituée d'un noyau de caoutchouc enveloppé de quatre ficelles de différentes sections (la quatrième couche externe est faite d'une ficelle très fine) et ces 4 ficelles sont enroulées successivement comme une pelote de laine autour du noyau de caoutchouc et ceci de façon très serrée de façon à rendre la balle compacte, dure et résistante à l'impact lors du contact avec la batte lors d une frappe, impact dont la force se situe autour des 400 à 600 kilogrammes au point de contact, en fonction de la vitesse du lancer et de la puissance du batteur au marbre. Le tout est recouvert de deux lanières de cuir de pleine fleur teintes en blanc qui s'imbriquent l'une contre l'autre et cousues d'un fil rouge (108 coutures). Le mode de confection de la balle de baseball est également coulé dans le règlement.
La batte (ou bâton) mesure au maximum 1,07 m de longueur pour un diamètre maximum de 7 cm. Elle peut être en bois plein, le plus souvent en érable ou en frêne, ou en alliage métallique creux pour les catégories plus jeunes. Son poids est variable. Pour les joueurs adultes (seniors) le règlement rend obligatoire l'usage d'une batte dont le ratio est de -3, exemple : pour une batte d'une longueur de 33 inchs, le poids doit être de minimum 30 Oz, de manière à alourdir suffisamment la batte en fonction de sa taille qui est liée à la taille du joueur, ce qui empêche les frappeurs puissants de frapper des home-run trop facilement et donc de ramener du jeu en défense. En outre, les seules battes autorisées en seniors sont toutes en bois (ou éventuellement en composite) les battes métalliques sont interdites (trop puissantes).
Les gants de réception de la balle que portent les joueurs de défense varient selon le poste occupé. Les premiers gants sont utilisés en 1875. L'origine exacte du gant de baseball reste toutefois nébuleuse. Albert Spalding rapporte que le premier gant qu'il ait vu utiliser en match était porté en 1875 par un joueur de première base à Boston, Charles C. Waite.
Batteurs et receveurs portent des casques visant à les protéger de violents lancers de balle à la tête. Le casque du receveur est le plus complet et comprend une grille faciale. Le premier masque de receveur apparaît en mai 1876. La visibilité étant réduite avec ce casque, un receveur qui doit effectuer un lancer vers un coéquipier pour éliminer un adversaire retire son casque d'un geste très rapide avant de relancer la balle. Les batteurs portent un casque sans grille faciale mais dessiné pour protéger la tempe qui fait face au lanceur. Le port du casque pour les nouveaux batteurs est obligatoire depuis 1971 en MLB. Le dernier batteur sans casque dans la MLB est Bob Montgomery en 1979. Les autres joueurs portent des casquettes : les fameuses Baseball caps (casquettes de baseball). Ces dernières sont dessinées dès 1860. Elles sont d'abord en flanelle, puis prennent la forme de boîte à camembert dans les années 1870. Les premières casquettes modernes apparaissent au début du XXe siècle. La visière reste assez courte jusque dans les années 1930, puis s'allonge.
Les joueurs de baseball portent des pantalons trois-quarts. Jadis plutôt amples, ils se portent désormais près du corps. Les maillots dits traditionnels sont des chemises avec boutons. Toutefois, nombre de formations, même en MLB, arborent aussi des maillots sans boutons. Les deux couleurs traditionnelles des tenues sont le blanc et le gris mais les couleurs entrent progressivement dans les mœurs. En Ligue majeure, les Athletics d'Oakland sont autorisés en 1963 à arborer des tenues colorées.
En plus du casque avec masque, les receveurs portent par-dessus leur maillot un plastron protégeant leur buste. Cet équipement est introduit en 1886. Avant cette date, une légère protection du buste se porte sous le maillot.

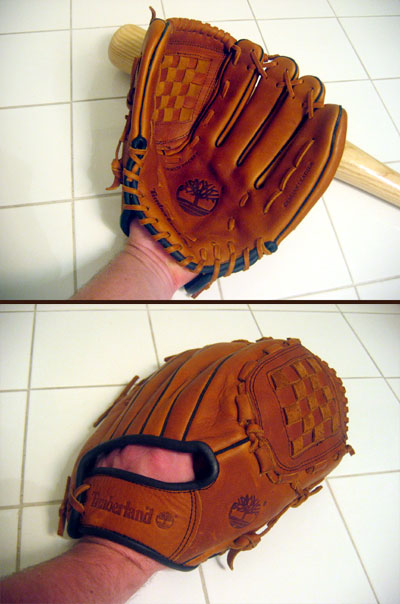
Gant de baseball.
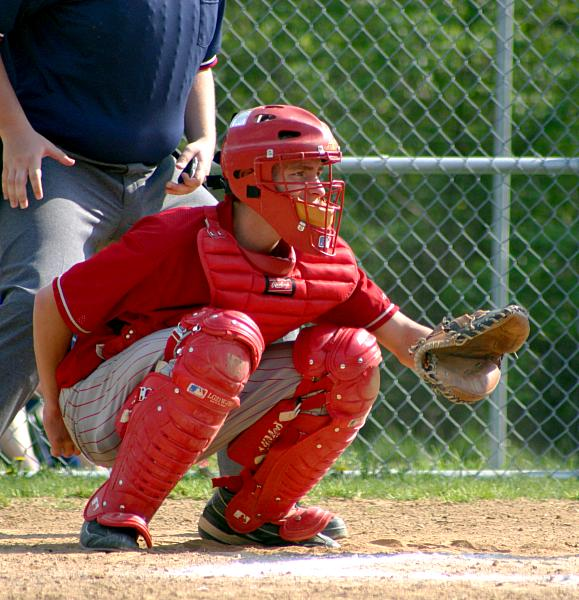
Les protections du receveur.
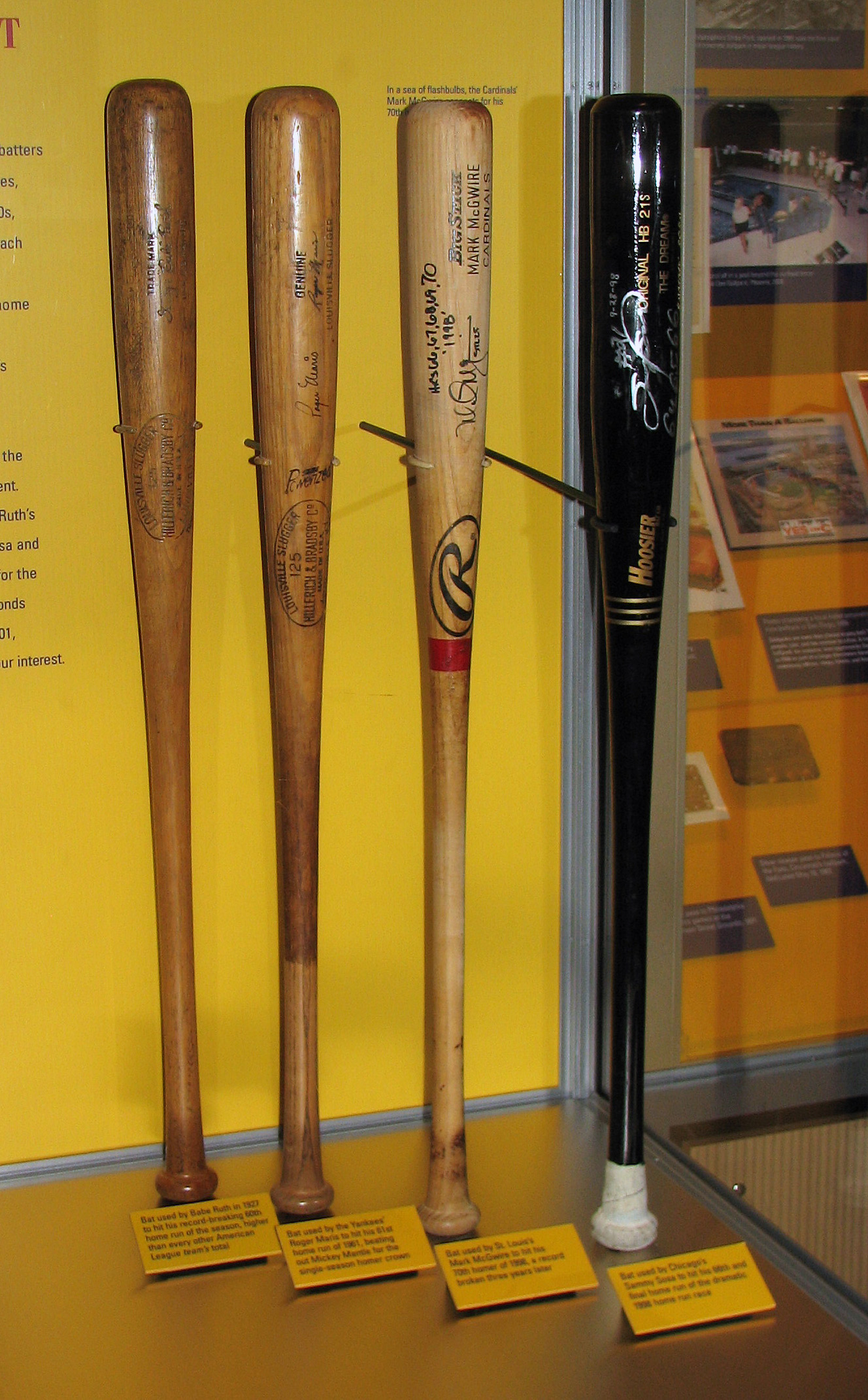
Battes de baseball.
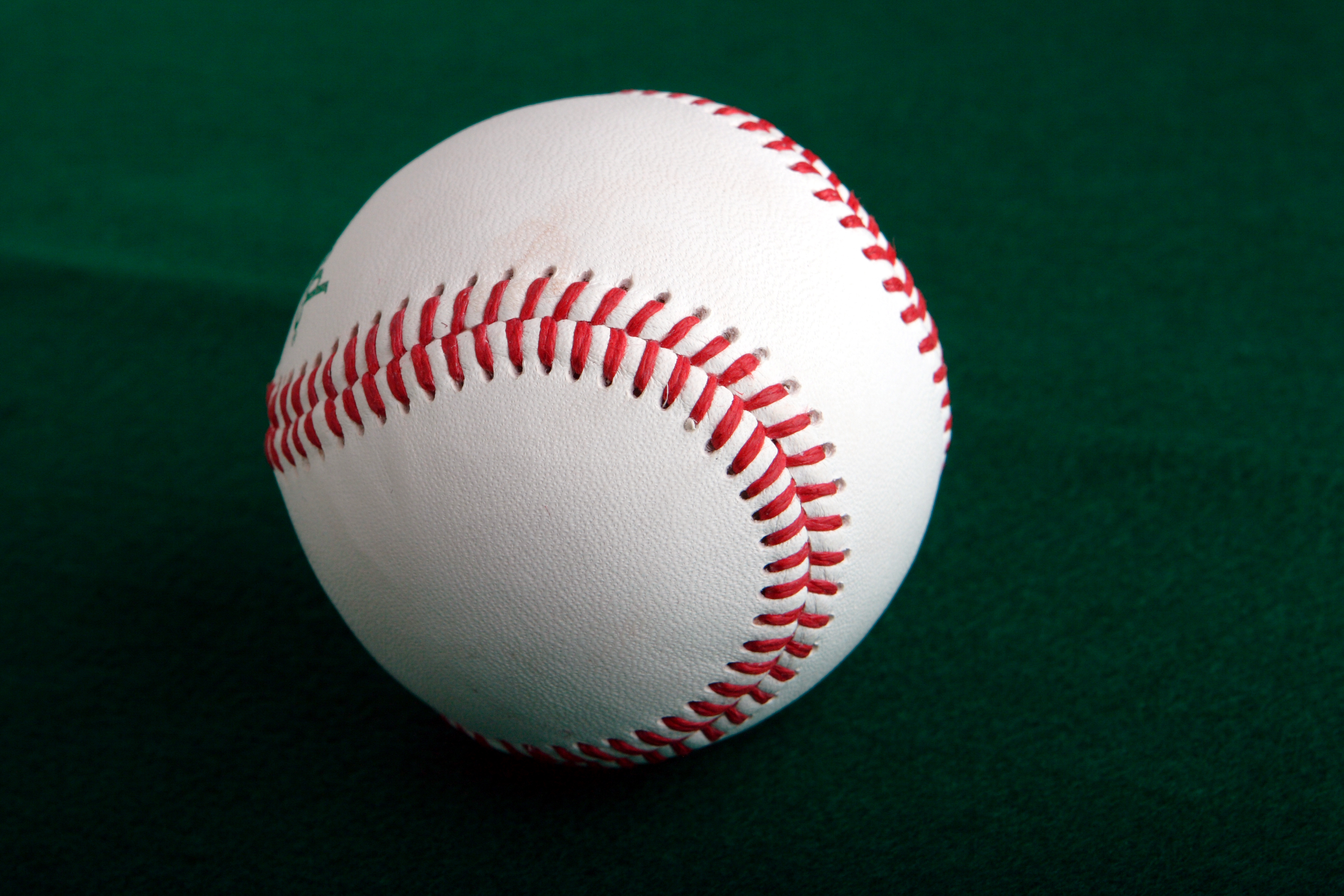
Balle de baseball.

### Statistiques au baseball

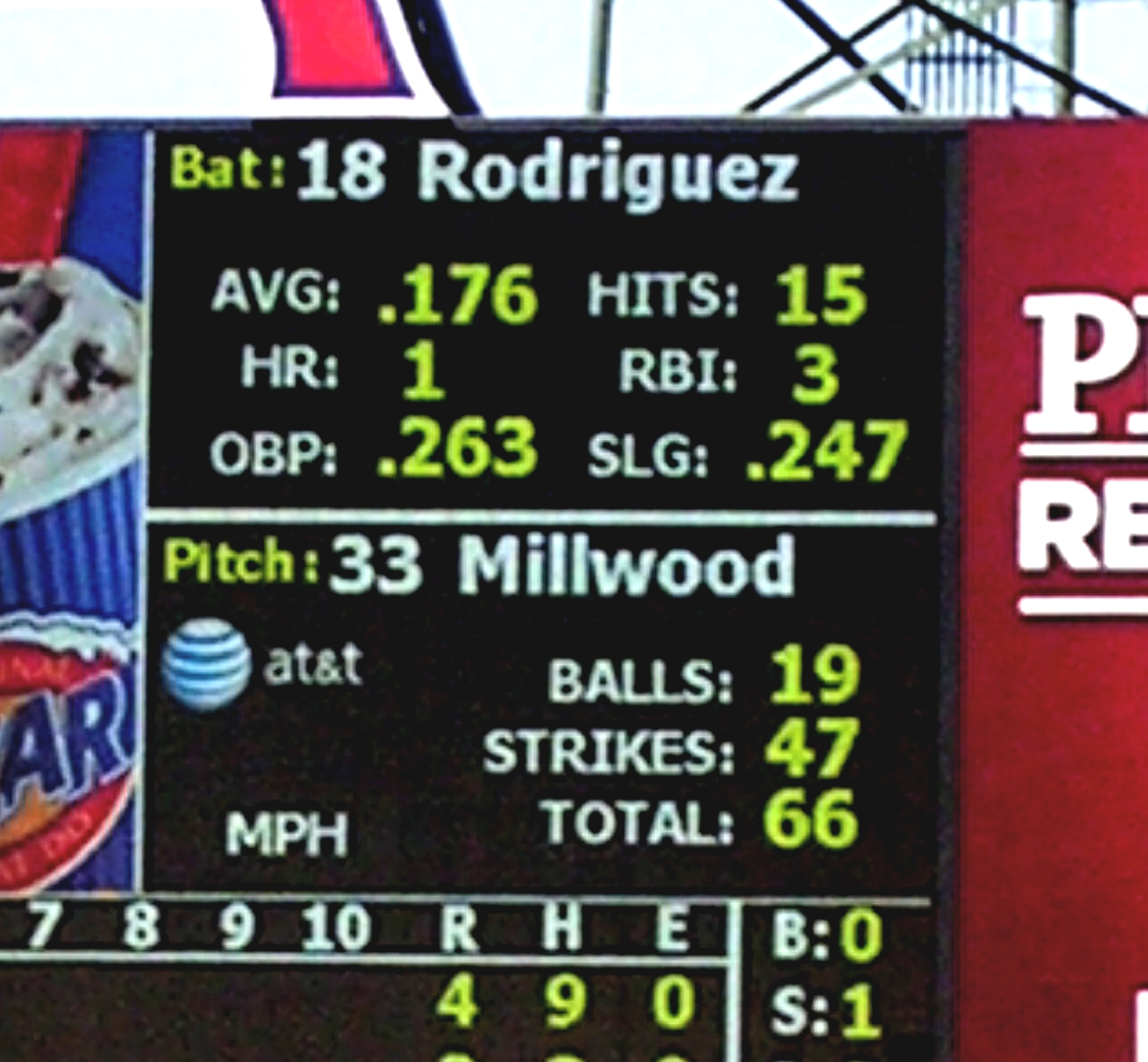
Statistiques de base affichées sur un écran vidéo dans un stade.

Le baseball génère des statistiques sur l'ensemble des évènements de jeu depuis la fin du XIXe siècle. Le journaliste Henry Chadwick est déterminant dans la collecte et la diffusion des premières statistiques. Hy Turkin publie en 1951 The Complete Encyclopedia of Baseball compilant des données jusque-là peu accessibles aux fans. En 1969, MacMillan Publishing édite sa première Baseball Encyclopedia, première compilation de statistiques utilisant l'outil informatique. Les Ligues majeures tiennent des statistiques officielles depuis le début du XXe siècle : 1903 pour la Ligue nationale et 1905 pour la Ligue américaine. Ces données officielles publiées par Elias Sports Bureau contiennent des erreurs que pistent les statisticiens indépendants, comme ceux de la Society for American Baseball Research (SABR) qui a mis en place de puissants outils informatiques et autres bases de données librement consultables par les chercheurs.
Il existe deux grandes catégories de statistiques : les moyennes et les données brutes additionnées. Parmi les moyennes les plus importantes, citons pour les batteurs la moyenne au bâton (nombre de coups sûrs par le nombre de présences au bâton) et pour les lanceurs la moyenne de points mérités (points mérités multipliés par neuf et divisé par manches lancées). Un batteur crédité d'une moyenne au bâton (BA ou AVG) de 0,300 (noté .300 aux États-Unis) tape trois coups sûrs pour dix passages à la batte. Un lanceur qui affiche 3,000 (noté 3.000 aux États-Unis) de moyenne de points mérités (ERA), accorde en moyenne trois points par match aux batteurs adverses. Du côté des données brutes, les records les plus fameux sont ceux concernant les coups de circuit (sur une saison ou en carrière).
Les statistiques au baseball sont comparées, étudiées, mises en relations comme dans aucun autre sport. Plus que les titres acquis ou les exploits réalisés, ce sont elles qui donnent droit à chaque joueur d'entrer ou non dans la postérité du temple de la renommée. Ces statistiques sont notamment exploitées dans les ligues fantasy (ou pool de baseball), qui connaissent un fort développement depuis les années 2000 et l'arrivée d'Internet. Le joueur endosse le rôle d'entraîneur et effectue des choix stratégiques avec un budget fictif, puis gagne des points en fonction des performances réelles des joueurs.

## Stades

### Terrain

Terrain de baseball.

Le terrain est divisé en trois parties : le champ intérieur (l'avant-champ), le champ extérieur et le territoire des fausses balles. Les dimensions du terrain varient d'un stade à l'autre ; seul le champ intérieur doit respecter certaines règles. Le premier but se trouve à 90 pieds (27,43 m) du deuxième but et ainsi de suite jusqu'au marbre (quatrième base), formant un carré que l'on nomme « diamant ». Les trois premières bases sont localisées par des coussins fixés au sol tandis que la quatrième est constituée d'une plaque, généralement en caoutchouc de nos jours, en forme de maison vue de profil. Ce pentagone est à la base un carré de 17 pouces (43,18 cm) de côté biseauté vers le receveur. La hauteur des murs de la maison est de 8,5 pouces (21,59 cm), chaque pan du toit mesure 12 pouces (30,48 cm) et la pointe du toit culmine à 17 pouces. Néanmoins la construction de cette figure, telle que spécifiée par les règles officielles à la fois de la Major League et de la Little League, est mathématiquement impossible, car (12, 12, 17) n'est pas un triplet pythagoricien,,,,, à moins d'approximer les mesures, ou encore d'accepter que la pointe forme un angle d'environ 90.2° en considérant que les règles n'imposent pas explicitement un angle droit (il est seulement défini comme étant aligné avec les côtés du diamant, qui est un carré).
Le monticule, où le lanceur effectue ses lancers vers le marbre, se trouve à 60 pieds 6 pouces (18,44 m) du marbre, aligné sur l'axe du marbre et du deuxième but.
Le champ extérieur comprend l'espace entre les buts et la clôture. La distance à laquelle se trouve la clôture varie d'un stade à l'autre, mais également à l'intérieur même d'un stade, souvent asymétrique. Par exemple, la clôture sur la ligne du premier but (champ droit) peut se trouver à 100 m du marbre, celle du troisième but (champ gauche) à 105 m et celle du champ centre à 120 m.
Dans le territoire des fausses balles, les règles varient en ce qui concerne les coups sûrs et les retraits.
Les joueurs non présents sur le terrain attendent dans des abris (dugout), sorte de banc des remplaçants couverts. L'échauffement des lanceurs de relève s'effectue dans un espace clos : l'enclos des releveurs (bull-pen).

### Principaux stades

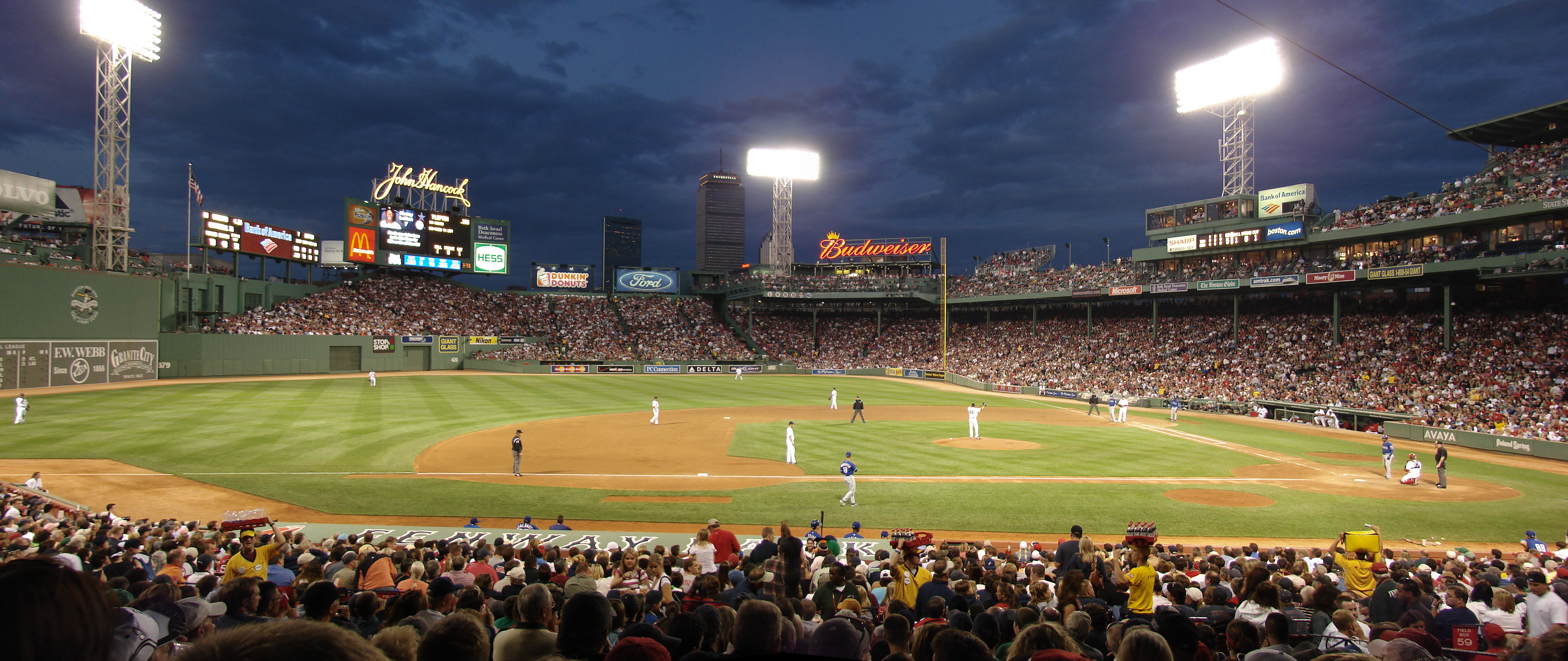
Fenway Park à Boston.

Les premiers stades n'étaient pas clôturés et il était difficile de faire payer les spectateurs. Une cinquantaine de terrains de jeux existent à New York et dans ses environs immédiats dès les années 1850, et c'est l'Union Grounds de Brooklyn, utilisé par les New York Mutuals, qui devient le premier stade clôturé en mai 1862.
Parmi les principaux stades qui ne sont plus en activité, citons le Polo Grounds, le Yankee Stadium et le Shea Stadium à New York, Ebbets Field à Brooklyn, le Tiger Stadium à Détroit et Comiskey Park à Chicago.
Sous la pression des supporters, quelques anciennes enceintes résistent aux tentations de démolition comme Fenway Park à Boston et Wrigley Field à Chicago. Le Dodger Stadium à Los Angeles et l'Astrodome à Houston, premier stade couvert inauguré en 1965, assurent la transition dans les années 1950-60 entre les anciens et les nouveaux stades. L'Astrodome est remplacé en 2000 par le Minute Maid Park ; entre 1994 et 2004, 13 des 30 franchises de la MLB se dotent de nouveaux stades.

Le Yankee Stadium à New York.

Suivant l'exemple de l'Astrodome de Houston, quelques équipes succombent à la tentation de construire des stades recouverts d'un dôme, dans les années 1970 et 1980. Ainsi naissent le Kingdome à Seattle, le Metrodome à Minneapolis et le SkyDome à Toronto. Montréal essaie aussi, malgré d'innombrables problèmes techniques, de couvrir son Stade olympique. Mais au début des années 1990, cette tendance se renverse, alors que plusieurs franchises préfèrent construire de nouveaux stades à ciel ouvert, alliant les récentes possibilités modernes à un look d'autrefois. Le Oriole Park at Camden Yards de Baltimore et le Jacobs Field (aujourd'hui appelé Progressive Field) de Cleveland en sont deux exemples probants.
En 2009, les deux franchises new-yorkaises inaugurent leurs nouvelles enceintes : Citi Field et Yankee Stadium. En 2010, les Twins du Minnesota abandonnent leur dôme pour un stade en plein air : Target Field. Même mouvement de mise en chantier de stades modernes dans les villes moyennes hébergeant des clubs de ligues mineures ou indépendantes. Pour l'exemple, on citera Huntington Park à Columbus (Ohio), Gwinnett Stadium à Lawrenceville (Géorgie) et Aces Ballpark à Reno (Nevada), tous inaugurés en 2009 au niveau Triple-A.
Hors du binome États-Unis-Canada, les principaux stades de baseball se trouvent en Asie et en Amérique latine : au Japon (Tokyo Dome notamment) et en Corée du Sud (Jamsil Baseball Stadium par exemple), l'Estadio Latinoamericano de La Havane à Cuba et le Foro Sol de Mexico au Mexique, notamment. Sur le continent européen, l'Italie, les Pays-Bas et l'Allemagne sont les nations les mieux dotées au niveau des installations.

## Compétitions de baseball
La Ligue majeure de baseball (MLB), qui opère aux États-Unis avec une franchise au Canada, rassemble l’élite professionnelle. La finale annuelle a pour nom Séries mondiales (World Series) et se joue au meilleur des sept matches entre le champion de la Ligue américaine et de la Ligue nationale. Avec 27 titres de Série mondiale, les Yankees de New York dominent le palmarès devant les Cardinals de Saint-Louis (11). Les tenants du titre décerné à l’issue de la Série mondiale de 2021 sont les Atlanta Braves.
L’effectif d’une franchise de la MLB compte actuellement[Quand ?] 25 joueurs. Or, un nombre beaucoup plus important de joueurs sont sous contrat avec les franchises de baseball de la MLB. Ces jeunes joueurs ou joueurs de réserve évoluent dans les ligues mineures organisées selon des niveaux de jeu : rookie, A, AA et AAA. Le niveau Triple-A est le plus haut niveau sous la Ligue majeure. En dehors du cadre de l'organisation de la MLB, il existe également aux États-Unis des ligues indépendantes, au nombre de huit en 2010, et des compétitions universitaires NCAA dont les College World Series. La MLB a aussi créé, en 2006, la Classique mondiale de baseball, sorte de coupe du monde professionnelle.
En dehors des États-Unis et du Canada, plusieurs pays possèdent également des championnats professionnels : Japon, Corée du Sud, Taïwan et Mexique notamment. Le championnat de Cuba est amateur depuis 1961 à la suite de la révolution cubaine. Les championnats des Pays-Bas et d'Italie sont semi-professionnels. Créé en 1926, le championnat de France est amateur.
Les meilleurs clubs européens s'affrontent chaque année dans une Coupe d'Europe depuis 1963 où les Italiens et les Néerlandais dominent logiquement. Lors de la dernière édition, les italiens du Nettuno Baseball s'imposent au terme d'une finale à quatre le 21 juin 2009 impliquant deux clubs italiens et deux clubs néerlandais.
Au niveau des sélections nationales, il existe une Coupe du monde depuis 1938 et des tournois internationaux telles la Coupe intercontinentale ou la Classique mondiale de baseball. Chaque continent est de plus doté de compétitions comme le Championnat d'Europe ou le Championnat d'Asie, par exemple. Cuba (25 titres mondiaux) et les États-Unis (quatre titres mondiaux, dont celui de 2009) sont les deux meilleures formations lors de ces épreuves essentiellement amateurs.

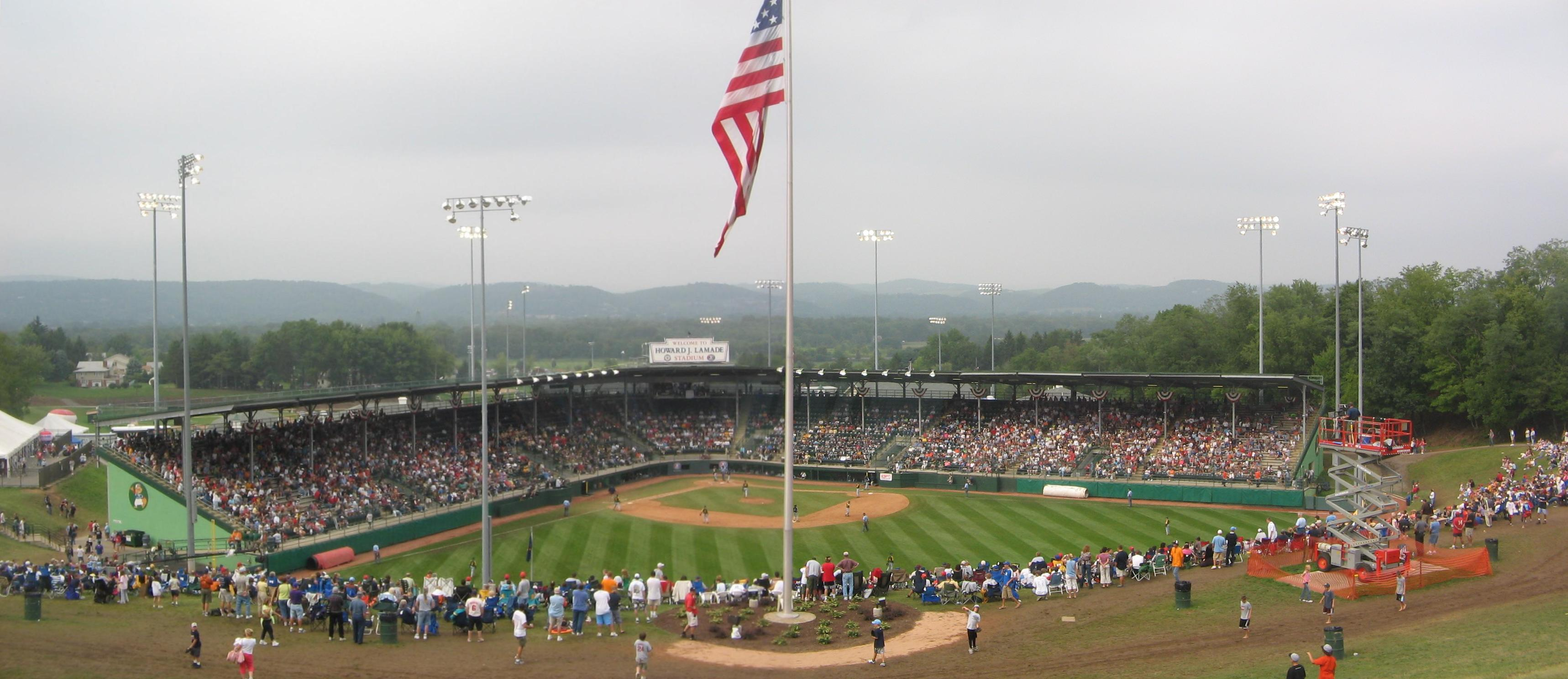
South Williamsport, où se disputent les Little League World Series.

Le baseball figure également au programme de plusieurs jeux omnisports : Jeux olympiques, Jeux panaméricains ou Jeux asiatiques, notamment. Admis au programme olympique en 1992, le baseball quitte la famille olympique après les Jeux de Pékin en 2008. Cette décision est prise le 11 juillet 2005 à Singapour lors de la 117e session du Comité international olympique. Avec trois titres olympiques en cinq tournois, Cuba domine le palmarès devant les États-Unis (un titre en 1996) et la Corée du Sud (2008).
Chez les jeunes, les compétitions de référence sont les épreuves des Petites ligues (Little League). Né en 1939, ce mouvement indépendant de la Fédération internationale de baseball compte 2,6 millions de joueurs dans plus de 100 pays, dont 359 000 filles. Il propose aux jeunes de 5 à 18 ans, par catégories d'âge, des compétitions pyramidales annuelles. Les meilleures formations des différents continents s'affrontent en juin lors de tournois internationaux dont les rencontres sont diffusées sur ABC depuis 1963.

## Le baseball dans la culture populaire

### Culture du baseball

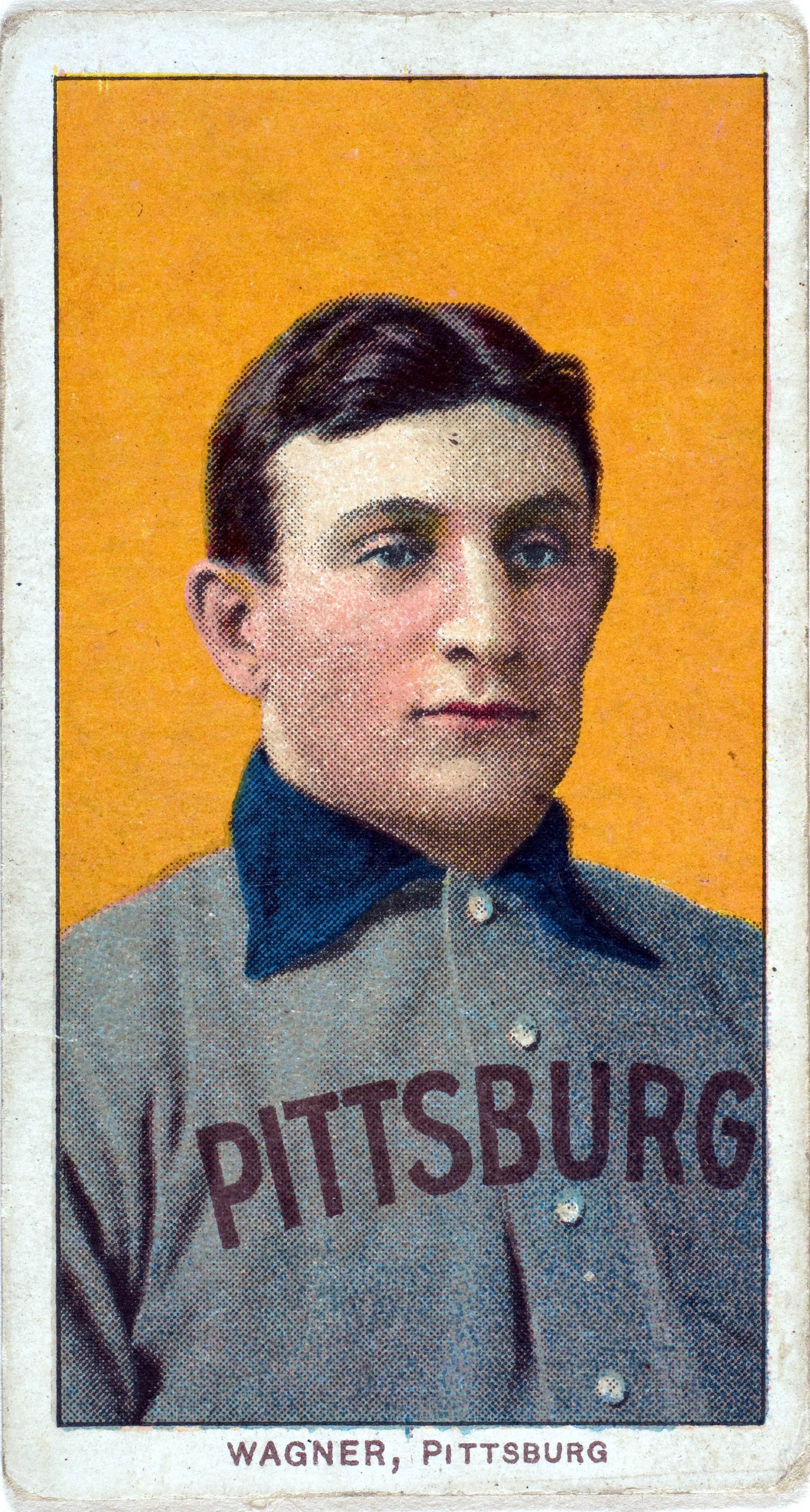
Honus Wagner, carte American Tobacco Company T206 de 1909.

Le baseball a connu nombre de déclinaisons de la littérature au cinéma en passant par les jeux vidéo, notamment. Les plus fameux films ayant un scénario construit autour du baseball sont Le Meilleur avec Robert Redford qui obtint quatre nominations aux Oscars, Jusqu'au bout du rêve (3 nominations aux Oscars) avec Kevin Costner, Vainqueur du destin (11 nominations aux Oscars) avec Gary Cooper dans le rôle de Lou Gehrig, Une équipe hors du commun avec Tom Hanks et Geena Davis retraçant les premiers pas de la ligue professionnelle féminine et Le Stratège basé sur l'histoire vraie de Billy Beane, manager général des Oakland Athletics joué par Brad Pitt. Au rayon des comédies, citons Les Indians (1989) et dans la catégorie des documentaires, l’Histoire du baseball de Ken Burns en 1994. Parmi les jeux vidéo de management, on citera Out of the Park Baseball et Baseball Mogul.
Les cartes de baseball (Baseball cards) constituent également un élément important de la culture du baseball et même de la culture américaine. Ces cartes sont apparues dès la fin du XIXe siècle dans les paquets de cigarettes, de chewing-gum ou de bonbons et les plus rares d’entre elles atteignent aujourd'hui des prix importants. À ce niveau, la plus fameuse carte est celle d'Honus Wagner de 1909 (référence T206) dont le prix s'est établi à 2,35 millions de dollars lors d'une vente aux enchères le 26 février 2007.

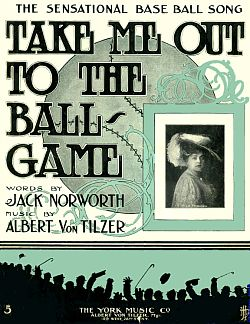
Take Me Out to the Ball Game.

La chanson Take Me Out to the Ball Game (1908) est l'hymne du baseball. Ce titre est traditionnellement joué et repris par les spectateurs lors de la pause de la septième manche. Après les attentats du 11 septembre 2001, nombre de franchises jouent God Bless America à la septième manche. 2008, qui marque le centenaire de la création de Take Me Out to the Ball Game, donne lieu à nombre de célébrations. La collection de Francis Driscoll comprend plus de 50 000 chansons dédiées au baseball, mais aucune n'a atteint la notoriété de Take Me Out qui figure sur le podium des chansons les plus jouées aux États-Unis derrière l'hymne américain et Happy Birthday to You.
Les humoristes utilisent également le baseball pour donner naissance à des sketches restés fameux. « Who's on First? » reste le plus emblématique. Créé au début du XXe siècle, il est régulièrement repris, notamment par le duo Abbott-Costello (1938), et est désigné par le magazine Time comme le meilleur sketch du XXe siècle.
Inclassable, le poème Casey at the Bat (1888) est présenté en public en mai 1889 par DeWolf Hopper au Wallace's Théâtre de New York. Hopper récite plus de dix mille fois ce poème en public au long de sa carrière. Il est diffusé à la radio le 27 décembre 1932. Ce poème a inspiré nombre d'imitations et d'adaptations.
En 2002, Sports Illustrated publie une liste des cent meilleurs livres sportifs. Parmi cette sélection, The Boys of Summer (1972) de Roger Kahn est deuxième, Ball Four (1970) de Jim Bouton est troisième et You Know Me Al (1916) de Ring Lardner cinquième.

### Supporters

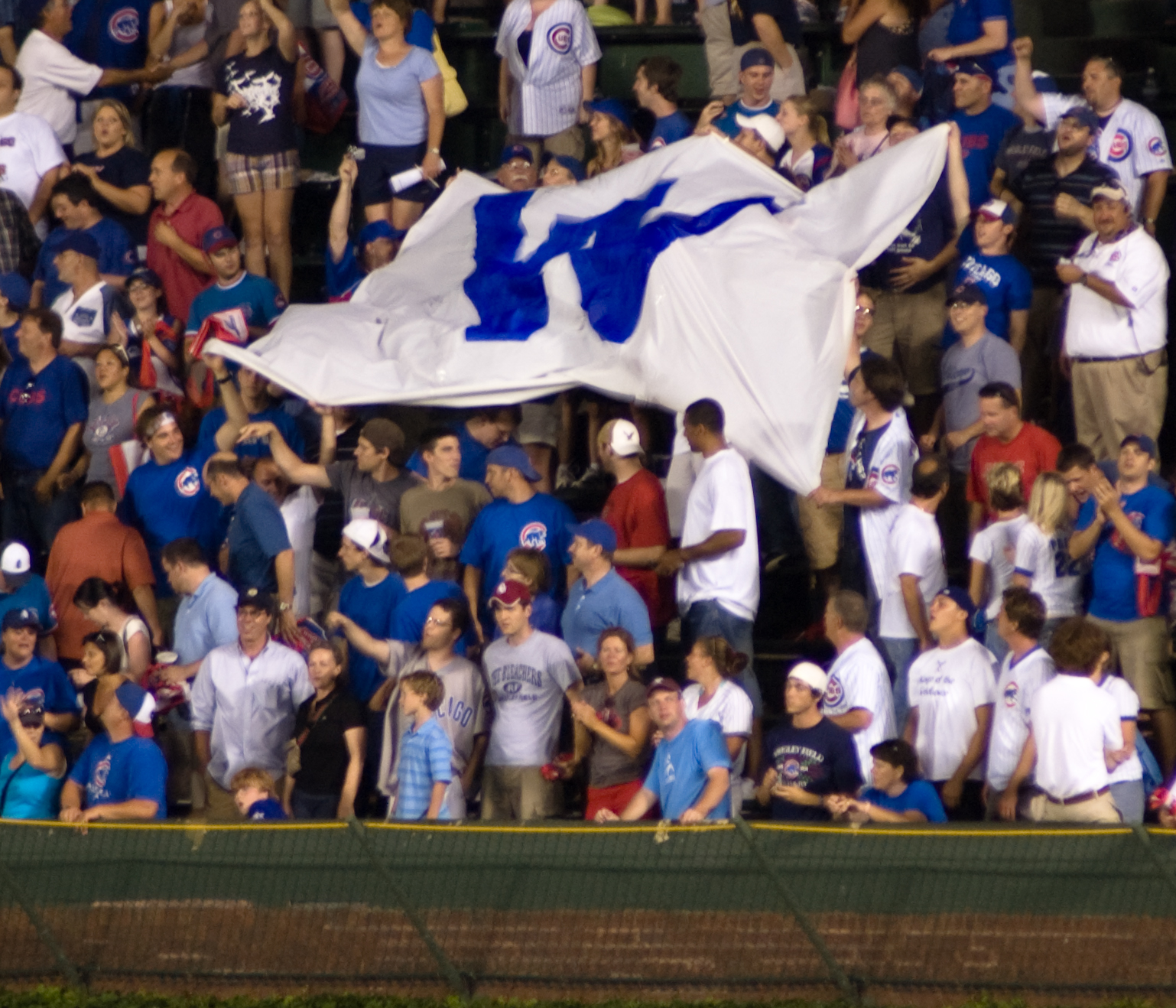
Fans des Cubs de Chicago célébrant une victoire.

D'abord nommés cranks (ou kranks) depuis les années 1880 ou bugs depuis 1907, les supporters de baseball héritent du nom de fans. Le terme est utilisé dès les années 1880 dans le Midwest mais remplace cranks et bugs bien plus tard à New York. Après les rencontres, ces supporters de la première heure portent en triomphe les héros du match. L'ambiance devient nettement plus houleuse tout à la fin du XIXe siècle avec des fans n'hésitant pas à entrer sur le terrain en plein match pour aller s'expliquer avec joueurs et arbitres. La Ligue nationale souffre particulièrement de ces maux et, sous la conduite de Ban Johnson, la Ligue américaine en profite pour émerger en drainant au stade un public plus familial. La violence ne disparaît toutefois pas. Des bagarres et autres agressions diverses contre les joueurs, arbitres et supporters adverses aux réactions racistes contre les premiers joueurs noirs alignés en Ligue majeure en passant par les émeutes urbaines récentes marquant les gains de titres, les fans de baseball restent actifs en matière de violence. Comme toujours chez les supporters sportifs, la violence ne concerne qu'une minorité et parfois même des opportunistes n'ayant qu'un rapport parfois vague avec le baseball comme dans le cas des émeutes urbaines qui marquent souvent les gains de titres depuis 1971 et la saccage de la ville de Pittsburgh à la suite de la victoire des Pirates en Série mondiale. Cette détestable tradition touche ensuite d'autres sports en Amérique du Nord.

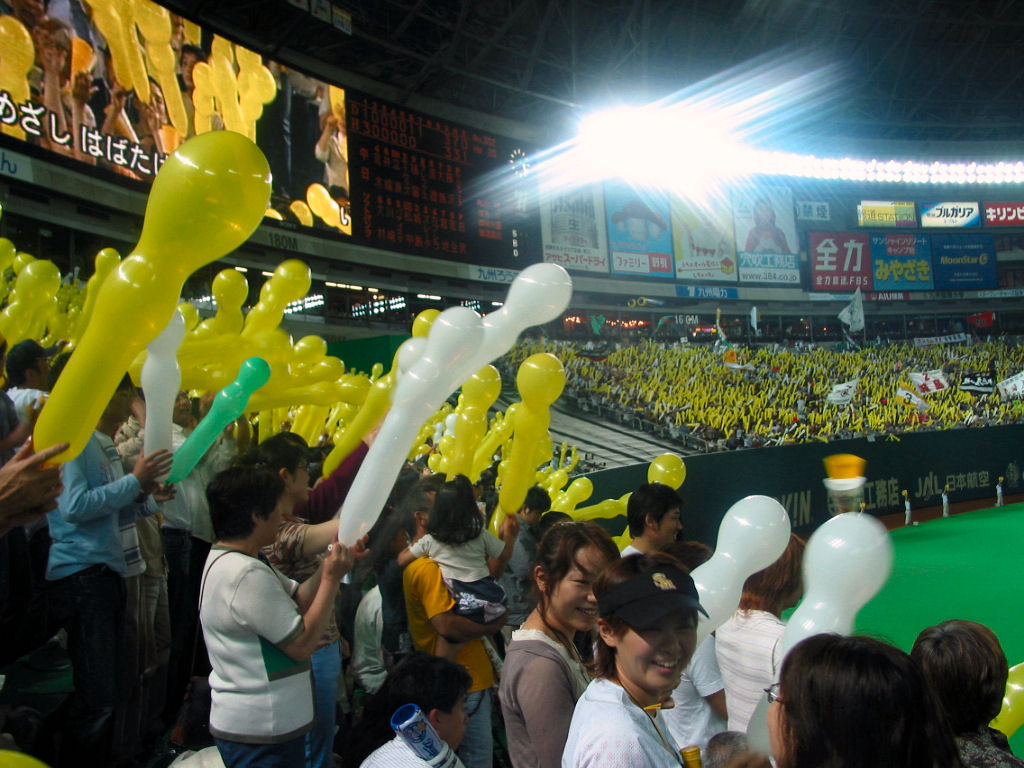
Supporters de Fukuoka.

Les franchises de Ligue majeure disposant du plus grand nombre de fans sont les Cubs de Chicago, les Red Sox de Boston, les Yankees de New York, les Braves d'Atlanta et les Dodgers de Los Angeles. Il est fréquent lors de déplacements de ces équipes, même à l'autre bout du pays, que l'ambiance leur soit favorable en raison de la présence de nombreux fans en tribune. Des groupes de supporters sont créés dès la fin du XIXe siècle. Au début du XXe siècle, les plus fameux sont les Boston's Royal (ou Loyal) Rooters, les White Sox Rooters, les Pittsburgh Stove League et les Cleveland Bards. Un des groupes les plus emblématiques sont les Bleacher Bums soutenant les Cubs de Chicago. Fondé en 1966, ce groupe devient significatif en 1969. En dehors des États-Unis, on citera parmi les clubs les plus populaires, les Leones de Industriales de La Havane à Cuba, les Diablos Rojos del México de Mexico au Mexique, les Tigres del Licey de Saint-Domingue en République dominicaine et les Yomiuri Giants de Tokyo au Japon.
Les supporters de baseball sont généralement festifs lors des parties importantes. Ils participent de bon cœur aux pauses chantées, notamment lors de la pause de la septième manche quand retenti généralement le fameux Take Me Out to the Ball Game. La ola (vague) est pratiquée pour la première fois dans un stade de baseball de la Ligue majeure en 1984 à l'occasion d'un match de séries éliminatoires joué à Détroit.

## Baseball et médias

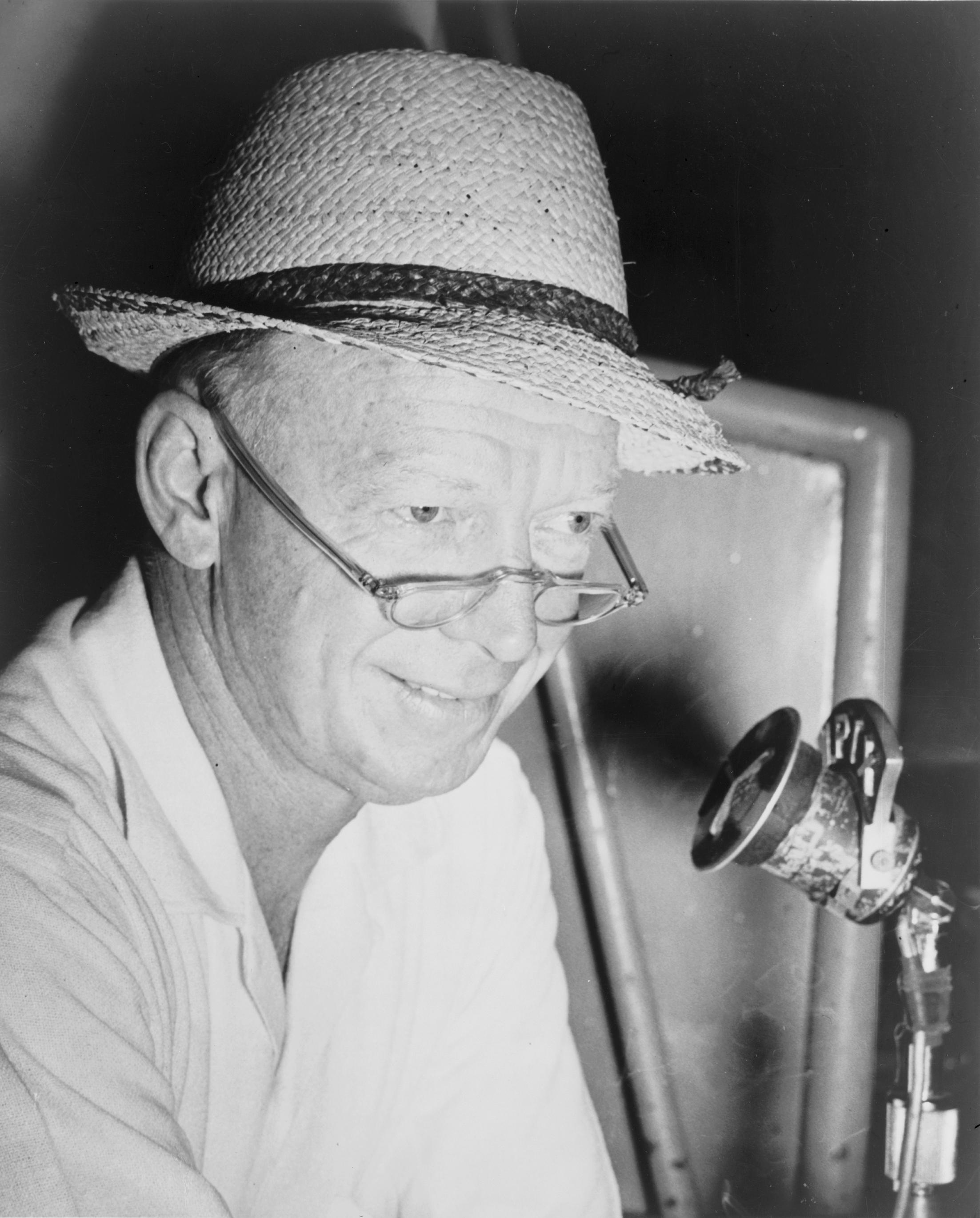
Red Barber.

Le baseball est le premier sport à bénéficier aux États-Unis d'un important support médiatique. Dès 1853, le quotidien new-yorkais Mercury propose un compte-rendu de match suivant les règles modernes du journalisme sportif. Depuis 1886, le Sporting News est qualifié de « Bible du baseball ». En 1889, Albert Spalding lance son Baseball Guide, qui est très efficace pour populariser les exploits des champions. Ce type de guides existent depuis 1866. De nos jours, il existe plusieurs dizaines de publications traitant exclusivement de baseball. Citons Baseball Digest, créé en 1942, et Baseball America (1991), les plus fameuses d'entre elles. En parallèle, le baseball dispose d'importants espaces dans la presse généraliste, du New York Times au Washington Post en passant par USA Today aux États-Unis. Idem au Japon, en Corée du Sud ou en Amérique centrale. Parmi les grandes plumes, citons Shirley Povich qui officie au Washington Post de 1923 à 1998.
La radio émerge dans les années 1920. Le premier match est diffusé en 1921 et en 1926, pas moins de 26 stations transmettent en direct les Séries mondiales. Graham McNamee est le plus fameux journaliste sportif américain officiant à la radio pendant l'entre-deux-guerres. Red Barber, Mel Allen puis Vin Scully prennent ensuite le relais. Devant le conflit généré par la baisse des affluences à la suite de ces premières retransmissions en direct, nombre de franchises américaines de baseball décident d’interdire l'accès du stade aux reporters radio. Après le succès de la retransmission de la Série mondiale 1926 et la mise en place de premiers contrats réguliers en 1929 par les Reds de Cincinnati, les franchises signent des accords leur permettant de conquérir un nouveau public et d’assurer des rentrées financières. C'est le même modèle qui est repris avec la télévision. Le 17 mai 1939, la première retransmission d'un match de baseball (un match universitaire entre Princeton et Columbia) est proposée par la télévision américaine. Depuis 2006, la MLB diffuse en direct via son site internet l'intégralité des plus de 2400 parties que comprend une saison complète : MLB.TV. En Europe, la chaîne de télévision ESPN America (ex-NASN) diffuse en moyenne un match en direct chaque jour tout au long de la saison de la MLB.

## Économie du baseball

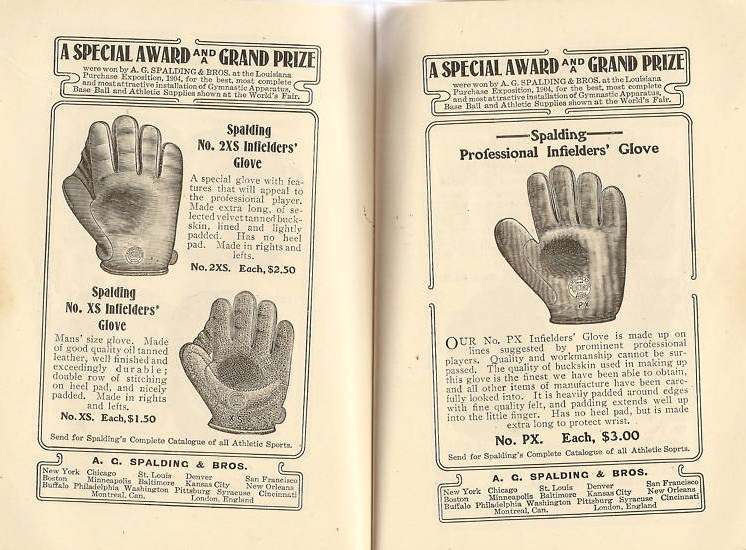
Publicité Spalding (1905).

Dès la fin du XIXe siècle, l'affaire semble entendue pour de nombreux auteurs : « le baseball n'est plus un sport, c'est un business ». Vente de matériel, construction de stades, médias, billetterie, publicité dans les stades, produits dérivés et professionnalisme sont déjà de mise aux États-Unis depuis plus d'un siècle. L'une des premières sociétés importantes liées au baseball est Spalding, fondée en 1876. Sous la conduite d'Albert Spalding, sa société part même à l'assaut du monde dès les années 1880 afin d'y implanter le baseball et de créer de nouveaux marchés pour les nombreux produits du catalogue Spalding, alors exclusivement dédié au seul baseball. Cette approche est globalement un échec, surtout en Europe.
Au niveau des clubs professionnels, les débuts financiers sont également difficiles. En 1877, l'ensemble des clubs de la Ligue nationale affichent des déficits, parfois importants (8 000 dollars pour Saint-Louis, par exemple). L'instabilité des clubs est alors de mise. Les propriétaires n'hésitent pas à changer de ville pour trouver une meilleure audience. La situation se stabilise au début du XXe siècle.

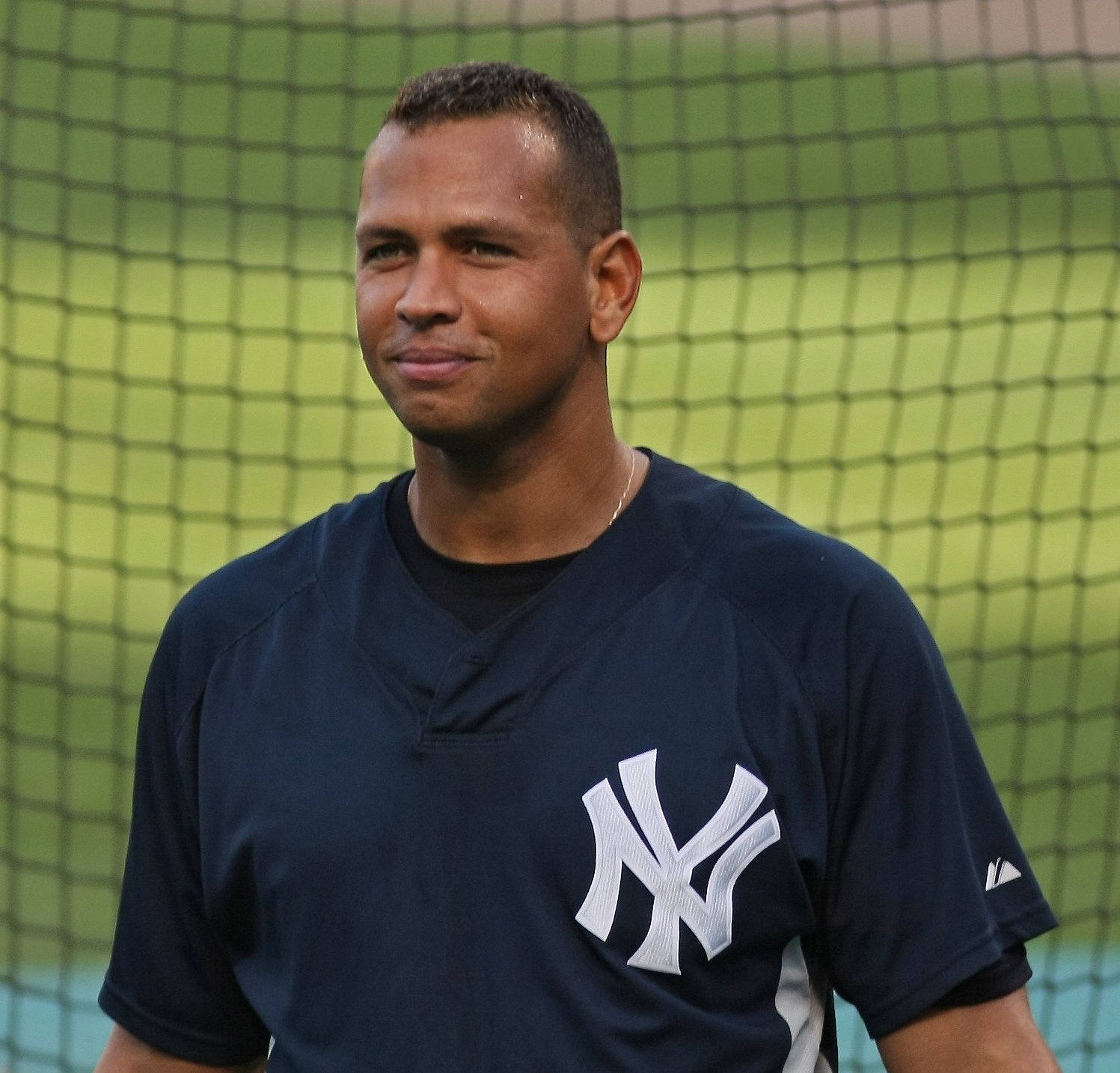
Alex Rodriguez.

Les avancées syndicales des trente dernières années avec les quatre grands mouvements de grève des joueurs en 1972, 1981, 1990 et 1994 et la montée en puissance des revenus des franchises de la MLB à la suite de l'explosion des droits liés à la télévision permettent aux joueurs de percevoir des revenus élevés. Le joueur le mieux payé en 2009 est Alex Rodriguez avec 37 millions de dollars de revenus (33 millions de salaires et 4 millions de revenus annexes) devant l'autre Yankee Derek Jeter, 31 millions. Ces deux joueurs pointent au 5e et 8e des sportifs les mieux payés aux États-Unis derrière le golfeur Tiger Woods, premier du classement avec 90,5 millions de dollars de revenus. En 2011, le salaire minimum annuel est de 414 000 dollars pour un joueur de Ligue majeure. La moyenne des salaires est de 2 996 106 dollars par an en 2009.
Selon une étude de Forbes et Deloitte, la Ligue majeure de baseball est deuxième au monde en matière de chiffre d'affaires généré en 2009 (3,71 milliards d'euros) derrière la NFL (football américain avec 5,13 milliards d'euros) et devant le championnat du monde de Formule 1 (3,2 milliards d'euros).
Selon Forbes, Les Yankees de New York ont généré un chiffre d'affaires de 441 millions de dollars en 2009, tandis que les Pirates de Pittsburgh, trentièmes et derniers du classement des revenus en MLB, émargent à 145 millions de dollars. En 2009, seulement deux franchises sont déficitaires (Tigers de Détroit et Diamondbacks de l'Arizona), tandis que 24 affichent un bénéfice supérieur à 10 millions de dollars. Les Marlins de la Floride s'avèrent la franchise la plus rentable avec un bénéfice de 46,1 millions de dollars en 2009. La masse salariale est limitée à 48 millions de dollars chez les Marlins afin de financer la construction du Marlins Ballpark.
La présence d'un important marché en matière de baseball permet l'installation de ligues professionnelles au Japon (depuis 1937), en Corée du Sud (1982), à Taïwan (1989), au Mexique (1925) ou en Colombie (1948), notamment.

## Baseball féminin
Des équipes de baseball féminin se forment dès les années 1860 dans le milieu scolaire et universitaire. Un club féminin non scolaire opère à New York en 1869 dans le quartier de Perterboro. Harry S. Freeman tente d'organiser un championnat féminin à New York dans les années 1880 ; sans succès. W.S. Franklin parvient à mettre sur pied le premier championnat féminin à New York en 1890. En dehors de ce championnat, l'équipe la plus significative est celle du Young Ladies Baseball Club, créée en 1883, qui effectue des tournées à travers les États-Unis. Elles affrontent régulièrement des équipes d'hommes. Ces rencontres attirent public et médias mais sont condamnées par la morale de l’époque. Une jeune fille n'a pas à jouer au baseball.
Elizabeth Stroud, plus connue sous le nom de Lizzie Arlington, effectue en 1898 quelques rencontres professionnelles en Atlantic League au poste de lanceur. Une équipe itinérante est ensuite montée autour d'elle. Suivie par des cohortes de fans, cette équipe connaît un succès populaire et médiatique certain.
Bloomers Girls, du nom du pantalon large (bloomer) que portent les joueuses, est un nom générique donné aux joueuses de baseball durant les années 1890 et les deux premières décennies du XXe siècle. Durant l'entre-deux-guerres, quelques joueuses s'illustrent comme l'omnisports Mildred Didrikson, qui lance pour les Athletics de Philadelphie et les Cardinals de Saint-Louis lors de matches exhibitions en 1934, Lizzie Murphy, qui joue en semi-professionnel avec les hommes, Slapsie Maxie et Jackie Mitchell.
La première ligue professionnelle est fondée en 1943 : All-American Girls Professional Baseball League. Elle arrête ses activités en 1954. La Ladies Professionnal Baseball prend le relais en 1997 mais les affluences sont très médiocres et l'expérience cesse dès 1998. Depuis lors, les femmes doivent se contenter d'opérer dans des compétitions locales amateurs. En 2000, la principale organisation aux États-Unis est la Women's National Adult Baseball Association, qui regroupe plus de 2 000 équipes. L'American Women's Baseball Association prend le relais au début du XXIe siècle sous l'autorité de l'IBAF qui a lancé un plan de développement du baseball féminin.
Le baseball féminin dispose d’un Temple de la renommée à part entière depuis 1998. Il est situé à Chevy Chase dans le Maryland.
L'IBAF organise une Coupe du monde de baseball féminin depuis 2004. Les États-Unis ont remporté les deux premières éditions (2004 et 2006) et les quatre suivantes ont sacré le Japon.

## Softball
Le softball, ou balle-molle, est une déclinaison du baseball inventée vers 1900 par des joueurs de baseball désirant poursuivre la pratique en salle durant l'hiver. Le softball trouve ses racines dans le baseball intérieur, inventé en 1887 à Chicago par George Hancock. Le terme de softball est forgé en 1926. Le jeu devient un phénomène national aux États-Unis durant la Grande Dépression des années 1930. Parmi les joueurs ayant marqué l'histoire du jeu, citons Eddie Feigner, surnommé « The King », et chez les femmes, Jennie Finch.
Les principales différences avec le baseball sont la taille du terrain (plus petit), la taille de la balle (plus grosse), la distance entre les bases (18,3 m en softball contre 27,43 m en baseball) et l’obligation pour les lanceurs d'effectuer des lancers par en dessous, bien moins rapides qu'au baseball.
Deux versions de softball existent : le slow-pitch et le fast-pitch. Le slow-pitch se joue à dix joueurs par équipe et le lanceur est obligé de décrire un arc de cercle lors de son lancé, ralentissant ainsi son mouvement. De plus, les vols de base et les amortis sont interdits en slow-pitch. Le fast-pitch se joue à neuf joueurs par équipe et le lanceur peut réaliser des lancers plus rapides qu'en slow-pitch.
Le softball de compétition est essentiellement pratiqué par les femmes et figure jusqu'en 2008 au programme olympique uniquement dans sa version féminine. Les hommes ne sont toutefois pas absents avec le premier championnat national américain organisé en 1933.

### Vidéos
- Ken Burns, Histoire du baseball (Baseball: A Film by Ken Burns), 1994